# Kerala

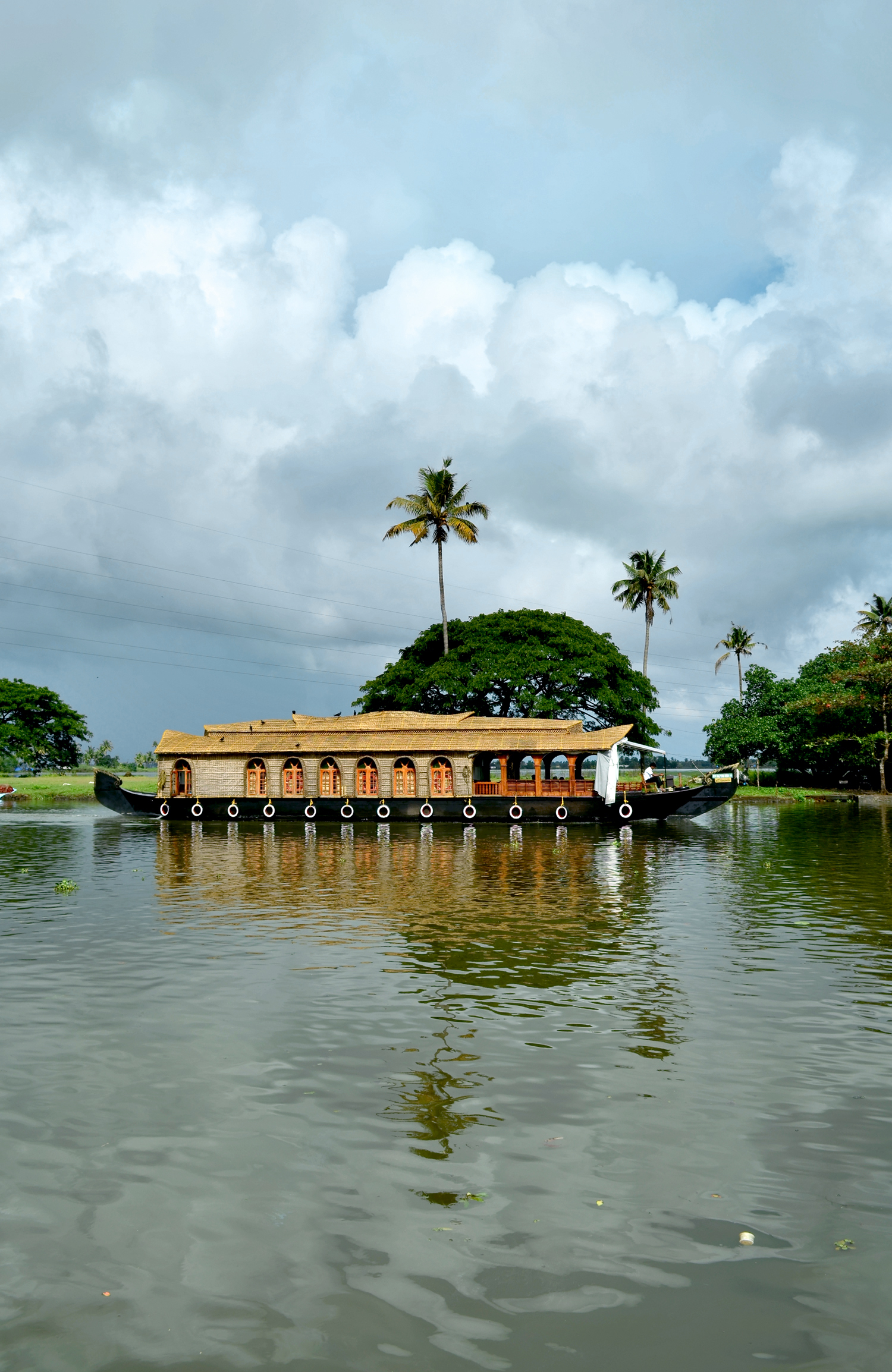
Widok z jeziora Vambanad

Kerala (trb. Kerala, trl. Kerala; malajalam: കേരളം – trl. Kēraḷaṁ; ang. Kerala) – stan w południowo-zachodnich Indiach na Wybrzeżu Malabarskim.  Urzędowym językiem jest malajalam, posługujący się odrębnym alfabetem. Największe miasto – Koczin, stolica – Thiruvananthapuram.
Kerala jest jednym z najgęściej zaludnionych regionów Indii. Ze średnią życia mieszkańców wynoszącą 73 lata i dziewięcioprocentowym udziałem analfabetów w społeczeństwie, Kerala jest jednym ze stanów o najwyższym poziomie służby zdrowia i oświaty. Stan kilku religii – większość to hinduiści ortodoksyjni w swoich zakazach wstępu do wielu świątyń, czwarta część ludności to chrześcijanie kościoła malabarskiego wywodzącego się rzekomo od Tomasza Apostoła i muzułmanie, którzy pojawili się tu w VII wieku wraz z kupcami arabskimi. Ponadto w Kerali żyje od stuleci diaspora żydowska (z XVI-wieczną synagogą w Koczinie). Stan był w przeszłości poddany wpływom kolonizacji ze strony Brytyjczyków, Holendrów i Portugalczyków.
Stan słynie ze świąt religijnych i festiwali kulturalnych organizowanych z wielkim przepychem. Znany z do dziś uprawianej sztuki walki kalarippayattu, keralskiego tańca rytualnego tejjam,  klasycznego teatru z odniesieniami religijnymi  Kathakali, sanskryckiego dramatu kutiyattam i terapii ajurwedycznej.
Nazwa stanu pochodzi od słów kera (palma kokosowa) i alam (kraj).

## Położenie geograficzne

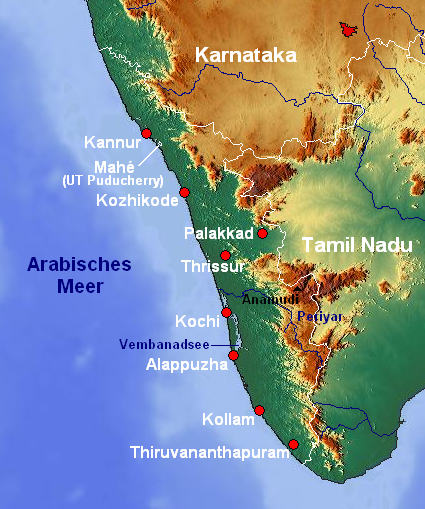
Mapa Kerali

Stan ten graniczy z Tamilnadu i Karnataką na wschodzie i północnym wschodzie, na zachodzie i południu graniczy z Oceanem Indyjskim, na jego terytorium leży także Mahé – przybrzeżna eksklawa terytorium związkowego Puducherry, byłej kolonii francuskiej. Niedaleko leży także archipelag Lakszadiwy.
Długość Wybrzeża Malabarskiego – 590 km. Gęsto zalesione na północy Ghaty Zachodnie wznoszą się przeciętnie na wysokość 1500 m n.p.m. Najwyższy szczyt Anai Mudi (2695 m n.p.m.) Na zachodzie góry przechodzą w krajobraz wzgórz, a potem w żyzną równinę nad Morzem Arabskim. Między miastami Koczin i Kollam rozciąga się pas kanałów, jezior i lagun (tzw. Backwaters). Na południe od Koczin znajduje się największy zbiornik wodny stanu – jezioro Vembanad. W większości wody spływają z Ghatów Zachodnich. Największa rzeka – Periyar.

### Podział administracyjny
Stan Kerala dzieli się na następujące okręgi:

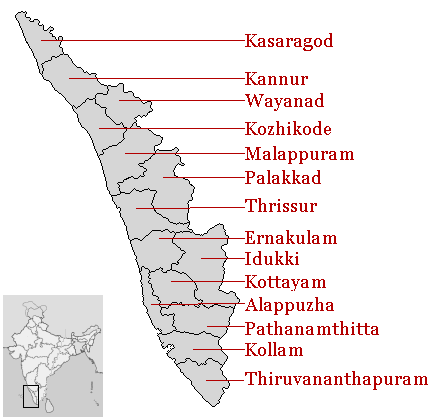
dystrykty Kerali

### Największe miasta
|                                       | Miasto             | Mieszkańcy |    | Miasto      | Mieszkańcy |
| ------------------------------------- | ------------------ | ---------- | -- | ----------- | ---------- |
| 1                                     | Thiruvananthapuram | 744.739    | 6  | Alappuzha   | 177.079    |
| 2                                     | Koczin             | 596.473    | 7  | Palakkad    | 130.736    |
| 3                                     | Kozhikode          | 436.527    | 8  | Tellicherry | 99.386     |
| 4                                     | Kollam             | 361.441    | 9  | Ponnani     | 87.356     |
| 5                                     | Thrissur           | 317.474    | 10 | Manjeri     | 83.704     |
| Źródło: www.bevoelkerungsstatistik.de |                    |            |    |             |            |

Inne ważne miasta
1. Kannur
2. Parakkad
3. Payyavoor

## Klimat

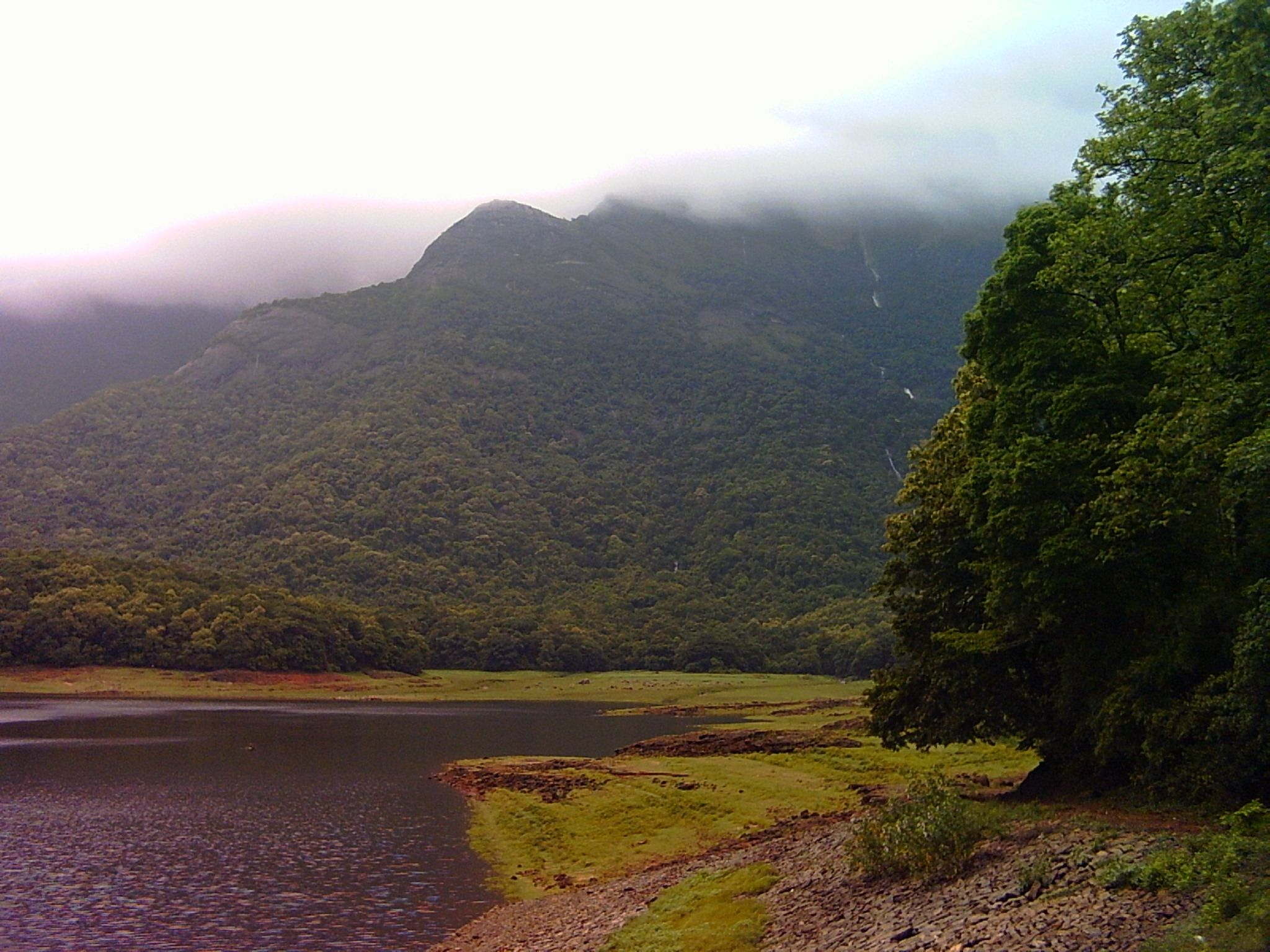
góry Nelliampathi w Zachodnich Ghatach

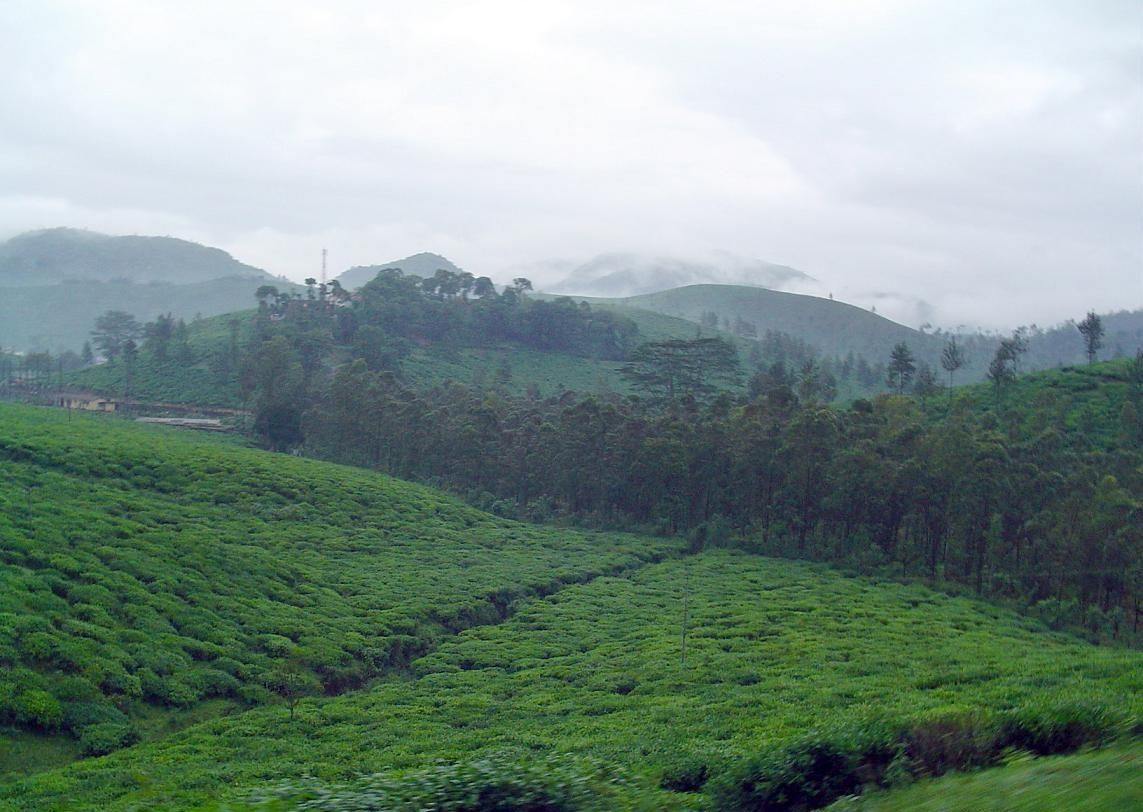
Plantacje herbaty w Kerali

Klimat tropikalny z niedużymi wahaniami temperatury, zależny od monsunów. Południowo-zachodni monsun najczęściej nadchodzi w Kerali na początku czerwca i przynoszone przez niego opady trwają do października. Roczna suma opadów – 1250 mm na nizinie i 5000 mm w górach. Większość z nich przypada na porę monsunową. Od października do maja opadów jest mało, ale wilgotność powietrza mimo to wysoka.

## Gospodarka
Podstawą gospodarki stanu jest rolnictwo. Uprawia się tu około 600 gatunków ryżu ponadto duże znaczenie mają takie rośliny jak: palma kokosowa, herbata, kauczuk oraz przyprawy – pieprz, wanilia oraz cynamon. Wytwarza się tu koprę. Znaczenie ma rybołówstwo. Pewien udział w ekonomii mają także przemysł oraz turystyka. Kerala szczyci się najniższą śmiertelnością niemowląt i najwyższą w Indiach liczbą piśmiennych (91%). W odróżnieniu od reszty Indii, w Kerali żyje większa liczba kobiet niż mężczyzn. Mimo reform z lat 60 XX wieku, wielu mieszkańców Kerali pracuje jako gastarbeiterzy na Bliskim Wschodzie wysyłając pieniądze rodzinie w Kerali. Kwoty te są istotną częścią dochodów Kerali.

## Ludność

### Języki
Językiem malajalam posługuje się w Kerali – 96,8%, tamilskim – 1,9%, innymi językami 1,3%.

### Religie
Kerala jest stanem zasadniczo pokojowego współistnienia kilku religii (wyjątkiem jest pogrom chrześcijan, ze spalonymi kościołami, w 2008). Jej mieszkańcy wyznają hinduizm (56,2%), islam (24,7%), chrześcijaństwo (19%) oraz judaizm i inne religie (0,1%).
Najważniejsze ośrodki hinduizmu:
- Czottanikkara koło Koczinu z pielgrzymami poszukującymi egzorcyzmów
- bramińska świątynia w Sri Padmanabhaswami w Thiruwananthapuramie
- świątynia Wadakkunatha (kult Sziwy) w Trisurze (Thrissur, Trichur)

Uważa się, że w 50 r. n.e. za sprawą ewangelizacji świętego Tomasza na tych ziemiach pojawili się chrześcijanie. Święty Jerzy, patron ratujący przed ukąszeniami węży cieszy się tu wielkim poważaniem nie tylko u chrześcijan.
U źródeł osiedlenia się tu muzułmanów i Żydów leżą decyzje hinduskich władców, którzy dając ziemię muzułmanom i Żydom przyczynili się do powstania  w Kondungallurze  najstarszego meczetu w Indiach a w Koczinie w XVI wieku synagogi żydowskiej zbudowanej przez wspólnoty, które tu znalazły schronienie przed prześladowaniami portugalskimi.

## Historia Kerali

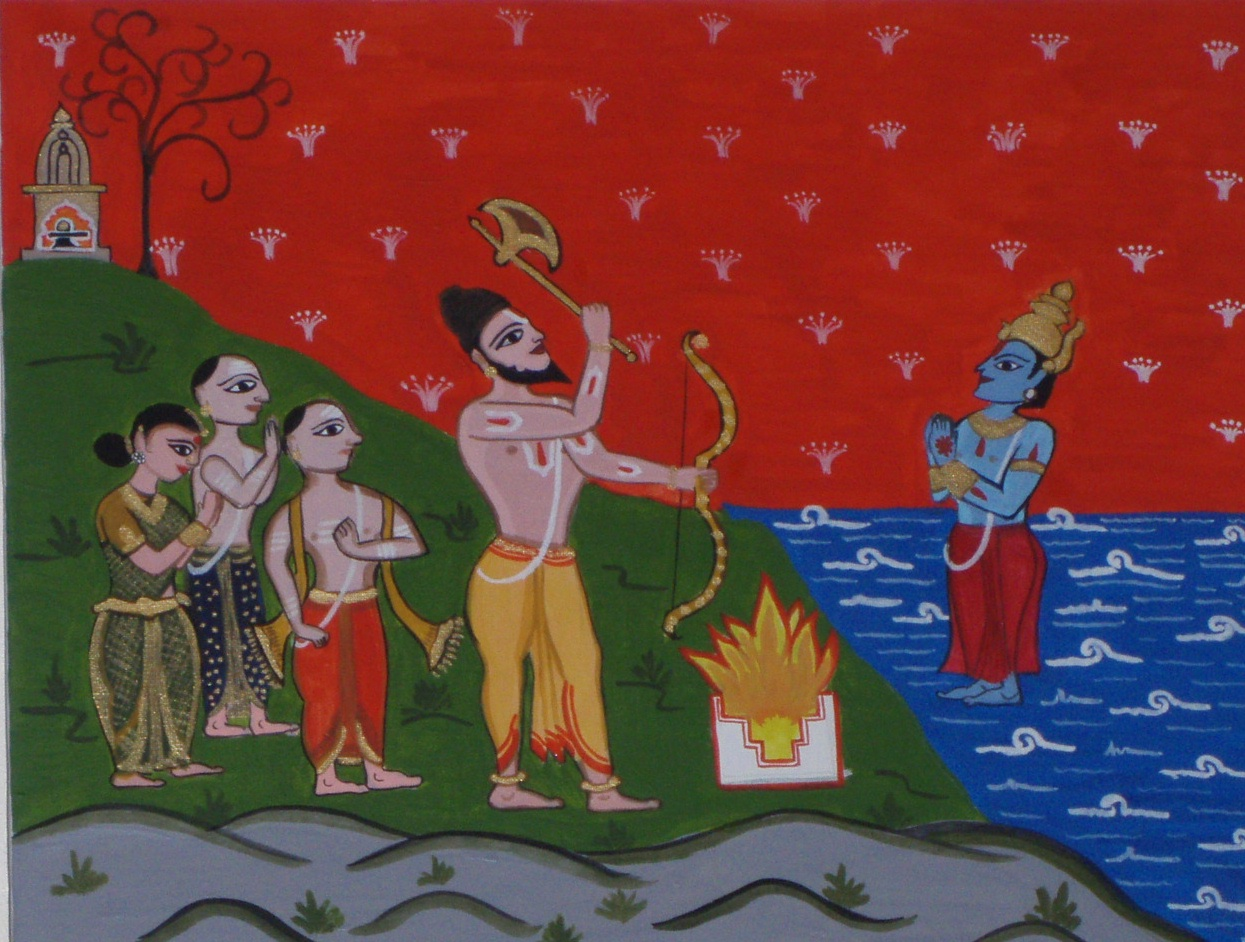
Legenda o powstaniu Kerali

Legenda głosi, że Kerala wyłoniła się z morza za sprawą Paraśuramy. Bogowie dali mu ziemię, w którą przemieniło się morze w miejscu, gdzie wrzucił on topór. Między górami a morzem powstała dzisiejsza Kerala.
Od 3 tysięcy lat wybrzeże Kerali było znane z handlu przyprawami i kością słoniową. Stamtąd ruszano z azjatyckimi towarami na zachód. Z powodu gęstej dżungli zagospodarowanie przez ludzi rozwijało się powoli, dopiero kontakty z dynastią Maurjów dały impuls do rozwoju. W tym czasie (320–180 p.n.e.) w dzisiejszej Kerali rozprzestrzeniał się buddyzm i dźinizm. Na ziemi tej rzekomo w 52 r. n.e. roku we wspomnianym przez rzymskiego uczonego Pliniusza Starszego porcie  Muziris (Kodungallur) wylądował  Tomasz Apostoł sprowadzając chrześcijan do Indii. Być może jednak pojawili się oni z kupcami syryjskimi. Pierwsze wspólnoty zakładane były  dopiero w IV wieku n.e. Żydzi pojawili się po zburzeniu świątyni w Jerozolimie w 70 r. n.e. Wybrzeże rozwijało się szczególnie dzięki handlowym kontaktom z chińskimi, arabskimi, rzymskimi kupcami. Utrzymywano też kontakty handlowe z Fenicją i z Egiptem.
Do około 400 roku n.e. ziemiami dzisiejszej centralnej Kerali rządzili królowie Czera handlując z Grekami, Rzymianami i Arabami, wojując z tamilskimi dynastiami Ćolów i Pandja. Na północy Kerali powstało wówczas królestwo Mooshika od stolicy nazwane Ezhimala. Między dzisiejszą stolica Kerali Thiruvananthapuram a przylądkiem Komoryn znajdowało się państwo Ajów. Największe znaczenie mieli Czera, o których są wzmianki już z czasu Aśoki.
W latach 400 r. n.e. Czera zostali pokonani przez Kalabhrasz Dekanu. Czas ten uchodzi za czasy ciemności. 400 lat później władcy ci zostali zwyciężeni przez dynastie Pallawów, Czalukja, Pandja i Rasztrakuta.

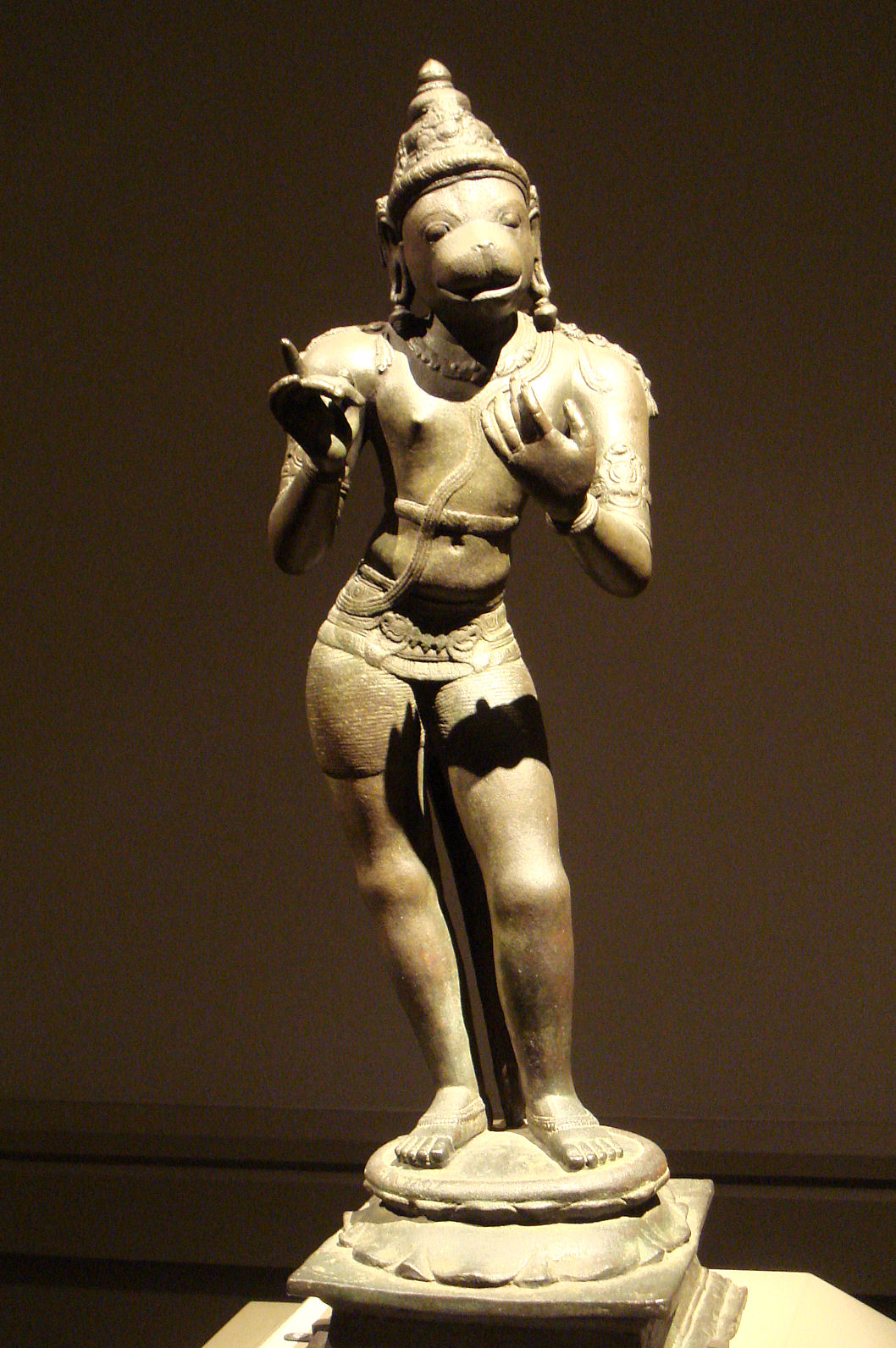
Stojący Hanuman, XI wiek, dynastia Ćolów

W 800 r. n.e.król Kulasekhara (800–820) wznowił władzę dynastii Czera. Od założenia miasta Kollam w 825 roku odlicza się w kulturze języka malajalam czas. Największą rolę podczas drugiego panowania dynastii Czera odegrał Sthanu Ravi Varman. Podczas jego panowania (844–885) rozkwitł handel morski. W tym też czasie w 851 roku wraz z przybyciem arabskiego kupca Sulejmana pojawili się na obszarze dzisiejszej Kerali muzułmanie. Po śmierci władcy doszło do wojen z tamilską dynastią Ćolów. Podczas panowania ostatniego z dynastii Czera (Rama Varma Kulasekhara 1090–1102) Ćolowie zajęli stolicę królestwa Mahodyapuram (pierwotnie Muziris).
Koniec panowania Czera rozpoczął czas rozdrobnienia na małe państewka. Najważniejsze z nich to – Venads (z czasem Trawankor),
Nediyirippu Swarupam pod panowaniem Zamorine z Calicut (obecnie Kozhikode) i  Perumpadappu Swarupam (Koczin). Pierwszy władca Venads  Udaya Marthanda Varma (1175–1195) rozwinął stolicę Quilon (dziś Kollam) w kwitnący port w 1275 odwiedzany przez Marco Polo. Szczyt rozwoju Venads osiągnęło pod panowaniem Ravi Varma Kulasekhara (1299–1314). Potem podupadło, by odzyskać znaczenie dopiero jako księstwo Trawankoru. Nediyirippu Swarupam, ze stolicą  Calicut (Kozhikode)) swój dobrobyt zawdzięcza handlowym stosunkom z Chinami i Arabią. Zamorine (tzn. Panowie morza)) poszerzali swoje państwo droga podbojów. Kres temu ustanowiła rosnąca siła kolonii europejskich. Do tego czasu niewiele wiadomo o Perumpadappu Swarupam (Koczin) podobnie jak Calicut i Quilon utrzymującym się z handlu morskiego. W XV wieku weszło ono w konflikt z ekspansywnym państwem Zamorin.
W 1498 roku przybycie Vasco da Gama było znakiem rozpoczęcia się kolonizacji tych obszarów (od 1498 do 1947). Na początku XVI wieku ziemie skolonizowali Portugalczycy, w 1663 roku pokonani przez Holendrów. W 1795 ziemie przeszły pod kontrolę Brytyjskiej Kompanii Wschodnioindyjskiej.
W maju 1498, po okrążeniu Afryki, portugalski żeglarz Vasco da Gama wylądował na plaży Kappad, 30 km od Calicut. Z początku był serdecznie przyjmowany przez Zamorin. Wkrótce stracił przywileje handlu próbując przejąć od Arabów handel przyprawami. Wykorzystując wrogość między Zamorinem a Koczinem, Portugalczycy przełamali monopol arabski w handlu przyprawami. Vasco da Gama zawarł więc sojusz z rają Koczinu i w 1503 roku zbudował w Indiach pierwszy fort europejski. Calicut i Koczin zostały wciągnięte w wojnę między Arabami a Portugalczykami. 1506 roku Afonso de Albuquerque został gubernatorem portugalskich posiadłości w Indiach. Kolonizacja portugalska wpłynęła na  kulturę przyszłej Kerali. Jej pozostałością jest uprawa tytoniu, czy architektura. Niestety Portugalia przyczyniła się w swoim czasie do nietolerancji religijnej na tych terenach.
Korupcja i osłabienie ekonomiczne Portugalii przyczyniły się w XVI wieku do upadku jej władzy w Kerali. Jej miejsce zajęła Holandia. W 1603 roku admirał Steven van der Hagen wylądowawszy w Calicut zawarł umowy z Zamorinem spiskującym przeciwko Portugalii. W ich wyniku uzyskał zgodę na budowę twierdz w Purakkad, Kayakulum, Quilon i Travancore. W 1663 roku Holendrzy zajęli Koczin przejmując ostatecznie władzę od Portugalczyków. W tym czasie nastąpił też wzrost siły Travankoru i inwazja Mysore. Holendrzy dominowali na tym obszarze w XVII i XVIII wieku.
Marthanda Varma w 1729 odziedziczywszy to, co pozostało z królestwa Venad podbił sąsiednie księstwa tworząc Travancore. W bitwie pod Colachel  w 1741 pobił Holendrów. 1753 podpisał z nimi umowę o pokój. Rama Varma, od 1758 następca na tronie okazał się równie skutecznym przywódcą. Panował do 1798 roku. W 1791 zagrożony przez Mysore uzależnił się od pomocy Brytyjczyków stając się brytyjskim protektoratem z oficjalnie zagwarantowaną pozorną  samodzielnością. Aż do uniezależnienia się Indii w 1947 roku.
Hyder Ali, władca Mysore wzmocnionemu z walce przeciwko kolonializmowi brytyjskiemu w 1764 zaatakował dzisiejszą  Keralę. Dwa lata później zajął Calicut. 1773 zdobył Trichur (obecnie Thrissur). Jego następca Tipu Sultan w latach 1790 do 1792 przejął władzę w południowej Kerali. Wkrótce jednak został zwyciężony przez Brytyjczyków.

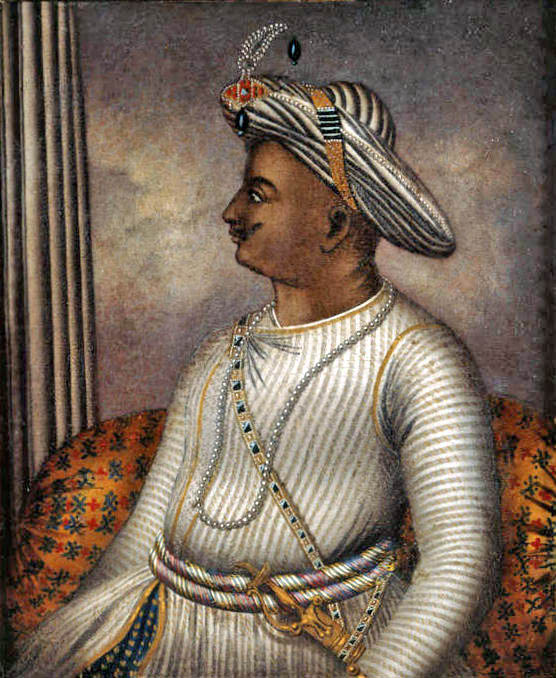
Tipu Sultan

Brytyjczycy panowali w Kerali od XVII wieku do 1947 roku. Pierwszy raz zawarli umowę handlowa z Zamorinem w 1615 roku. Dwadzieścia lat potem wolno im było wykorzystywać w handlu wszystkie portugalskie porty Kerali. Po upadku władzy Portugalii Calicut w 1664 roku przeszedł pod panowanie brytyjskie. Inwazja Mysore dała im sposobność do umocnienia swojej władzy w Kerali. 1795 roku księstwo Travancore stało się ich protektoratem. W 1800 roku całą Kerala była już pod panowaniem brytyjskim. Dopiero w latach 20. XX wieku doszło do buntu – m.in. powstania Moplah w 1921 roku i rebelii Punnapra-Vayalar z 1946 roku.
Dwa lata po uzyskaniu niepodległości Indii księstwa Travancore i Koczinu dołączyły do Indii tworząc w 1950 roku stan, przeorganizowany w 1956 roku w wyniku wyznaczenia granic stanów uwzględniających używany język. Tworząc w 1956 (odgraniczając strefę języka malajalam) roku obecny stan Kerala włączono do niego też księstwa Travancore, Koczinu i Malabar. Najbardziej na południe wysunięta część Travancore (okręg Kanyakumari) weszła w skał stanu Madras (od 1969 Tamilnadu). W pierwszych wyborach w Kerali w 1957 roku zwyciężyła Komunistyczna Partia Indii. Po raz pierwszy w niezależnych Indiach przegrał wybory Indyjski Kongres Narodowy, po raz pierwszy wybrano też demokratycznie partię komunistyczną. Dwa lata później gabinet premiera E.M.S. Namboodiripad upadł w wyniku zamieszek. Mimo to komuniści nadal utrzymują się przy władzy.
Obecnie keralską scenę polityczną zdominowały dwa sojusze: United Democratic Front (UDF) kierowany przez Indyjski Kongres Narodowy i Left Democratic Front (LDF), kierowany przez Komunistyczną Partię Indii (Marksistowską). Komunistyczny rząd Kerali zwrócił uwagę świata zakazując w 2006 roku sprzedaży i produkcji coca-coli (ze względu na wykrycie w niej pestycydów). Wypowiada się on też przeciwko monopolowi Microsoft. Od maja 2006 premierem jest V.S. Achuthanandan.
Dzięki wysokiemu poziomowi wykształcenia i rozwiniętej sztuce Kerala należy do najbardziej postępowych stanów Indii.

## Sztuka Kerali
Sławny na całe Indie teatr wywodzący się z ceremonii religijnych. Podstawowe źródła to teatr Kathakali, Krysznattam, sanskrycki dramat Kutijattam i taniec Mohiniattam. W sztuce tej zaciera się granica między przedstawieniem a kultem. W thejjamach z Malabaru przebrani tancerze występując przed świątyniami uosabiają bogów.
Keralę reprezentuje też kino w języku malajalam tzw. Mollywood. Do sławnych aktorów należy Mammootty (Karutha Pakshikal, Ore Kadal).
Codzienna gazeta „Lalayala Manorama” (wydawana w Kottayam, z nakładem 1,1 mln, z tygodnikiem po angielsku The Week i z wydaniem manoramaonline.com).
Z tradycji wywodzi się też keralska sztuka walki – kalarippayattut, której pokazy można zobaczyć w Kerali.

## Najważniejsze zabytki i świątynie

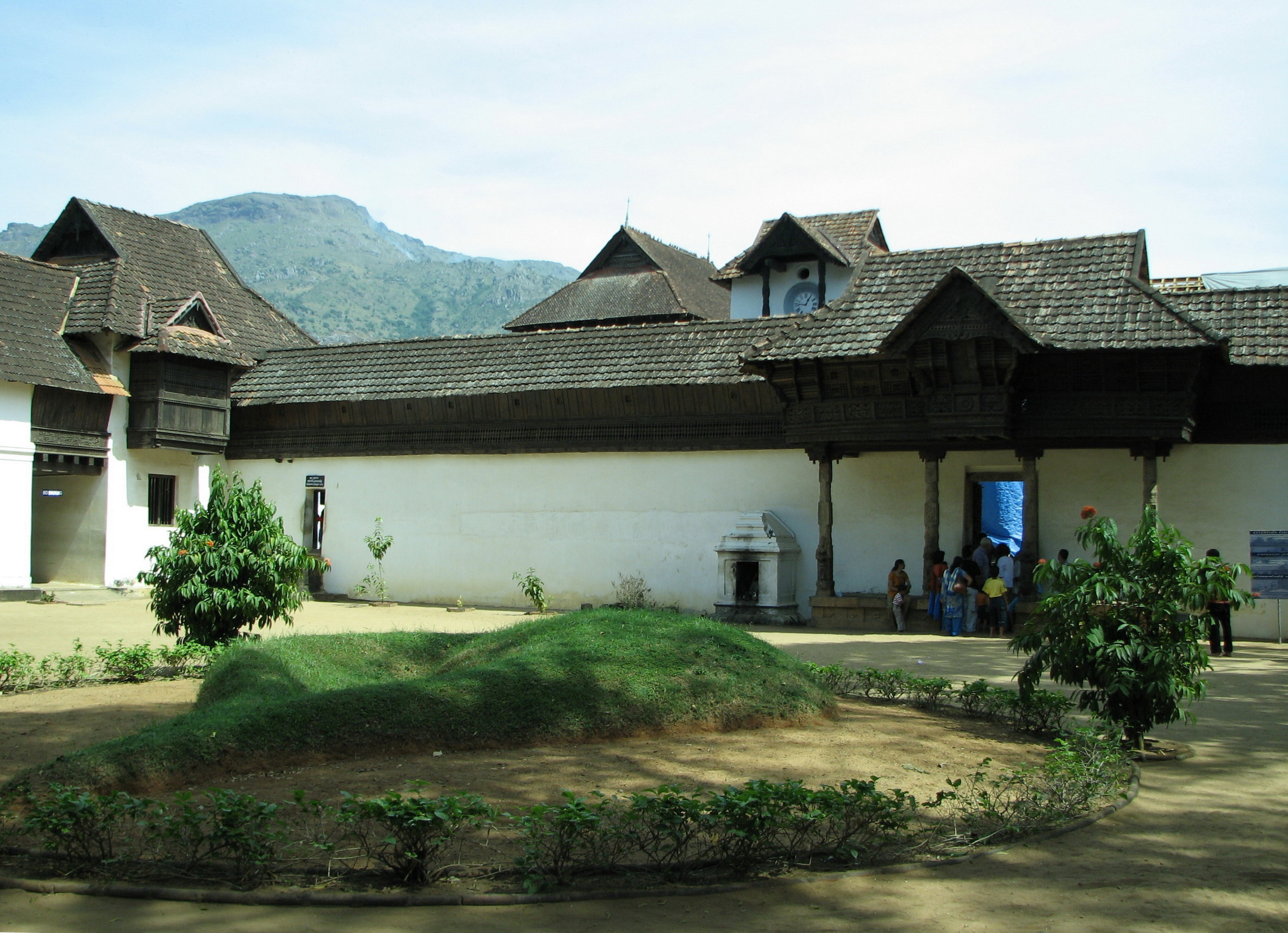
Pałac Padmanabhapuram

- Pałac Padmanabhapuram
- Aranmula
- Kaladi
- Mannarsala
- Sabarimala (Sabarimalai)

## Parki narodowe i krajobrazowe

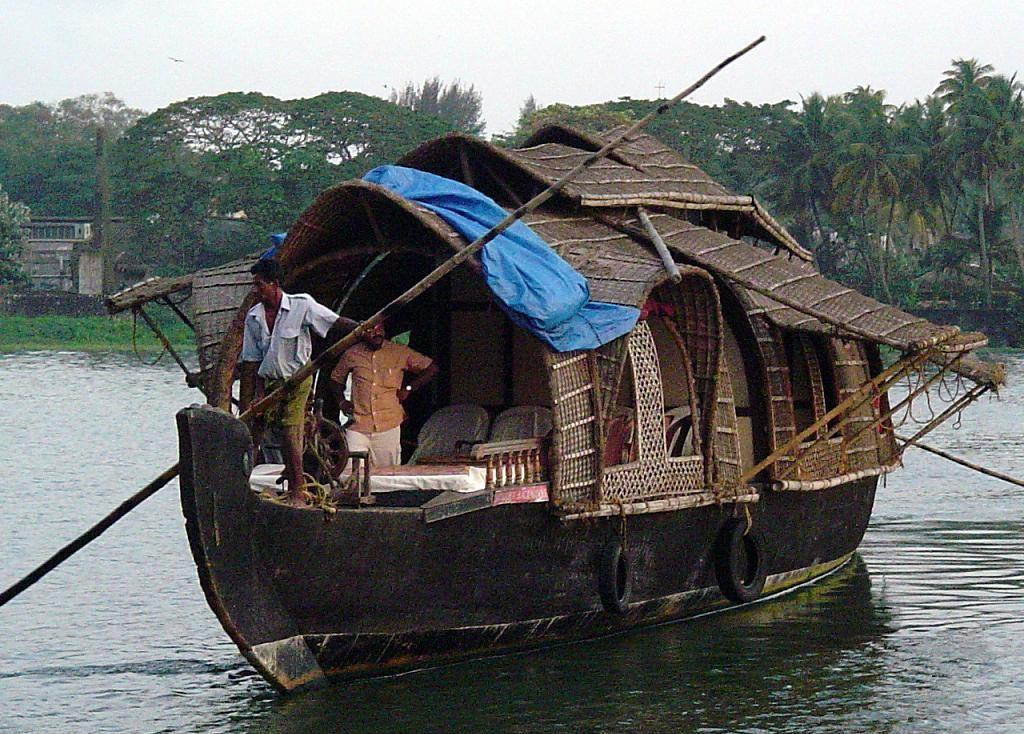
Domy na łodziach na kanałach Kerali

- Park Narodowy Erawikulam (Eravikulam)
- Rezerwat Tygrysów Perijar (Periyar)
- Park Narodowy Silent Valley

## Święta  i festiwale w Kerali
Bardzo częste w Kerali, szczególnie od listopada do maja. Stanowią połączenie gry, pokazu i rytuałów religijnych, pełnych śpiewu, tańca i perkusyjno–dętej muzyki panczawadjam (pięciu instrumentów), czy perkusyjnej muzyki orkiestr czenda melam z bębnem tjampaka). Towarzyszą im parady pięknie ozdobionych słoni. Niektóre z nich:
1. Ernakulathappan Utsavam – odbywa się na przełomie lutego i marca, w świątyni Śiwy w Koczinie i Ernakulam, trwa tydzień
2. Bharni Utsavam – 1-dniowe święto na przełomie lutego i marca, w świątyni Chettikulangara Bhagavathy w Chettikulangara koło Kayamkulam, trwa jeden dzień, na cześć najbardziej popularnej keralskiej bogini Bhagavathy z procesją z obrazami bohaterów, koni, z rytuałem koattiatam
3. Thirunakkara Utsavam – 10-dniowe święto w marcu w świątyni Thirunakkara Śiwy w Kottayam, trzecia i czwarta noc święta poświęcona Kathakali, w ostatnich dwóch nocach procesje słoni
4. święto Puram – 10-dniowe święto w kwietniu w świątyni  Asraman Shree Kriszna Swami w Kollam dziesięciodniowe święto rozpoczęte nocnym przedstawieniem Kathakali, zakończone procesją słoni
5. Thrissur Puram – w kwietniu i maju w świątyni Vadakkumathaw Thrissur
6. regaty o puchar Nehru, co roku w sierpniu na jeziorze Vembanad w Alappuzha
7. regaty w Aranmula – na przełomie sierpnia i września w pobliżu Shree Parthasarathy świątyń w Aranmula regaty na cześć Kryszny
8. Onam – 10-dniowe święto w sierpniu/wrześniu odprawiane w całym stanie na cześć mitycznego króla Mahabali
9. Thiru Utsavam – 9-dniowe święto odprawiane w październiku/listopadzie w świątyni Mahadeva w Thuravoor koło Koczina (rytualne przedstawienia, parada słoni, uroczyste obmywanie obrazu Śiwy)
10. Ashtamudi – festiwal sztuki walki odbywający się co dwa lata w grudniu/styczniu w Asraman Maidan w Kollam – pokaz sztuki ludowej z całych Indii

## Sławni mieszkańcy Kerali
- Adi Śankara (ok.788–820) – filozof hinduski
- Arundhati Roy (ur. 1961) – pisarka (Bóg rzeczy małych)
- E.M.S. Namboodiripad (1909–1998) – polityk, komunista, pierwszy premier Kerali
- George Sudarshan (ur. 1931) – fizyk
- K.R. Narayanan (1920–2005) – polityk i dziesiąty prezydent Indii
- Madhava (1350–1425) – matematyk
- M.T. Vasudevan Nair (ur. 1933) – pisarz
- Narayana Guru (1856–1928) – społeczny reformator
- O.V. Vijayan (1930–2005) – pisarz
- Raja Ravi Varma (1848–1906) – malarz
- V.K. Krishna Menon (1897–1974) – polityk
- Vayalar Ramavarma (1928–1975) – poeta
- K.P.S. Menon – pisarz i dyplomata
- O. James Manjackal – katolicki ksiądz, charyzmatyk
- Vallathol Narayana Menon – poeta
- Chembay Vaidyanatha Bhagavatar – muzyk
- Mamootty – aktor
- Kallen Pokkudan – działacz środowiskowy

## Godne obejrzenia

### W południowej Kerali w stolicy stanuThiruvananthapuram(Triwandrum, niegdyś stolicy maharadżów Trawankoru)
- świątynia Sri Ananthapadmanabhaswami (kult Wisznu)
- świątynia Sri Padmanabhaswamy
- pałac Puttan Malika – miejska rezydencja maharadżów Trawankoru
- Fort Zachodni (ze szkołą Kathakali Margi – też nauka koottianam- sanskryckiego teatru)
- botaniczny i zoologiczny ogród z muzeami:
- Muzeum Napiera (z wyrobami z brązu z epoki Ćolów, biżuteria, rzeźby z Kerali)
- Shri Chitra Art Gallery (malarstwo radży Rawiego Warmy i miniatury malarskie)
- Padmanabhuram pałac maharadżów  Travankoru (niedaleko Triwandrum, w okolicy Kovalam)

### Na nabrzeżu i w Ghatach Zachodnich
- w  Varkala – świątynia Janardhana na plaży (kult Ajjappana i Hanumana)
- świątynia Sabrimala  (za Kottajam), do której w styczniu pielgrzymują wyznawcy boga Ajjappana (ubrani w czerń z koralami tulsi, mężczyźni, dziewczynki i kobiety po menopauzie
- rezerwat przyrody z dzikimi słoniami w Thekkadi.

W Ghatach Zachodnich   w Trisuru (Thrissur)
- Wadakkunnatham – jedna z najważniejszych świątyń Kerali
- katedra Lourdes
- kościół Puttapali
- kościół Chaldea
- niedaleko miasta w Guruwajurze najświętsze miejsce Kerali, Sanktuarium Kryszny

### WKoczinie
- ponad tysiącletnie żydowskie miasteczko z synagogą Pardesi
- portugalsko-holenderski pałac Matancherry (z XVII- wiecznymi eposami Indii na freskach)
- Fort Koczin a w nim m.in. Bazylika Santa Cruz i kościół świętego Franciszka
- koło Koczina w Trinithurze – rezydencja władców Koczina  w muzeum Hill Palace

### W północnej Kerali
- park narodowy Wayanad (słonie,bizony, pawie, tygrysy)
- w okręgu Wanayad – dżinistyczna świątynia z XIII wieku, w Ambalavayal naskalne malarstwo w grotach Edakal
- na wybrzeżu koło portu Kozhikode – Kappda, miejsce w którym w 1498 roku wylądował Vasco da Gama.
- W porcie Kozhikode (Calicut)

1. plac Manachira
2. świątynia Tali
3. meczet Kuttichira
4. kościół południowych Indii

- W Kannur (Cannanore)

1. taniec Theyam – ofiara dla bogów by chronić od biedy i choroby) w świątyni Parasinikadavu
2. portugalski Fort świętego Angelo z początku XVI wieku[4]

## Kerala w literaturze
- Bóg rzeczy małych  – Arundhati Roy
- Ostatni Żydzi w Kerali – Edna Fernandes
- Tradycja teatru świątynnego kudijattam – Bożena Śliwczyńska

## Galeria zdjęć

meczet Vizhinjam w Kovalam
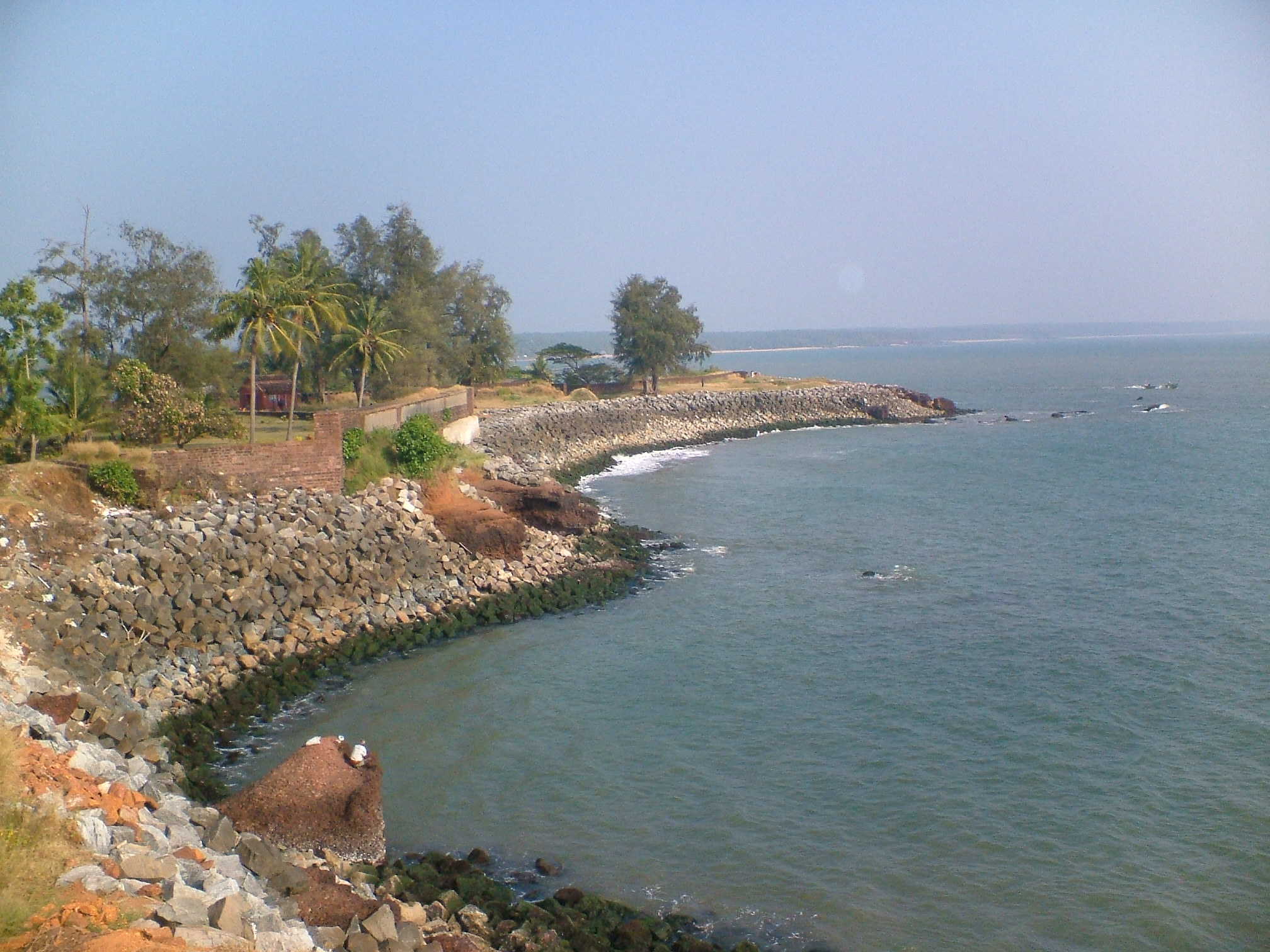
Fort St Angelo w Kannur
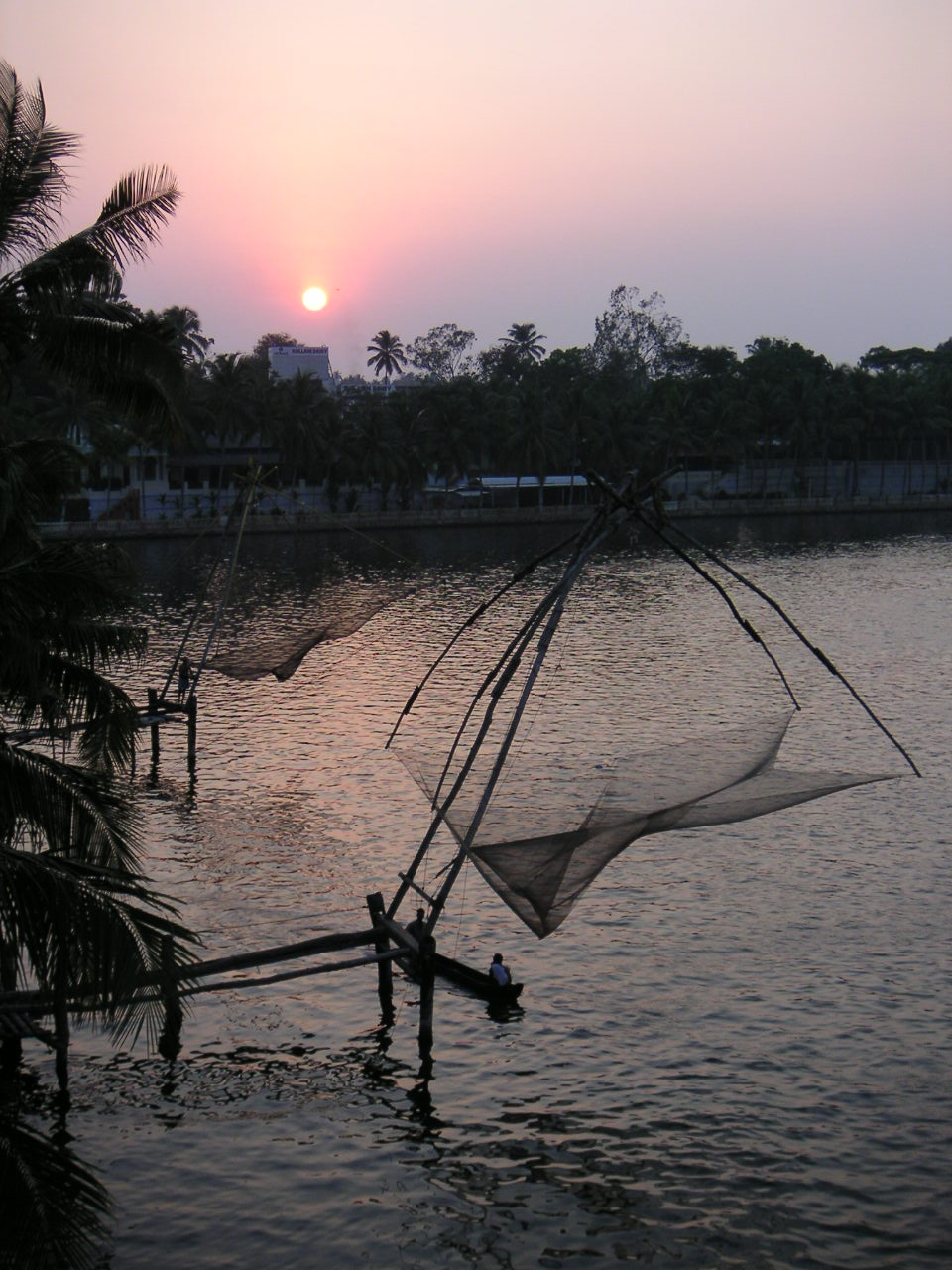
Kollam
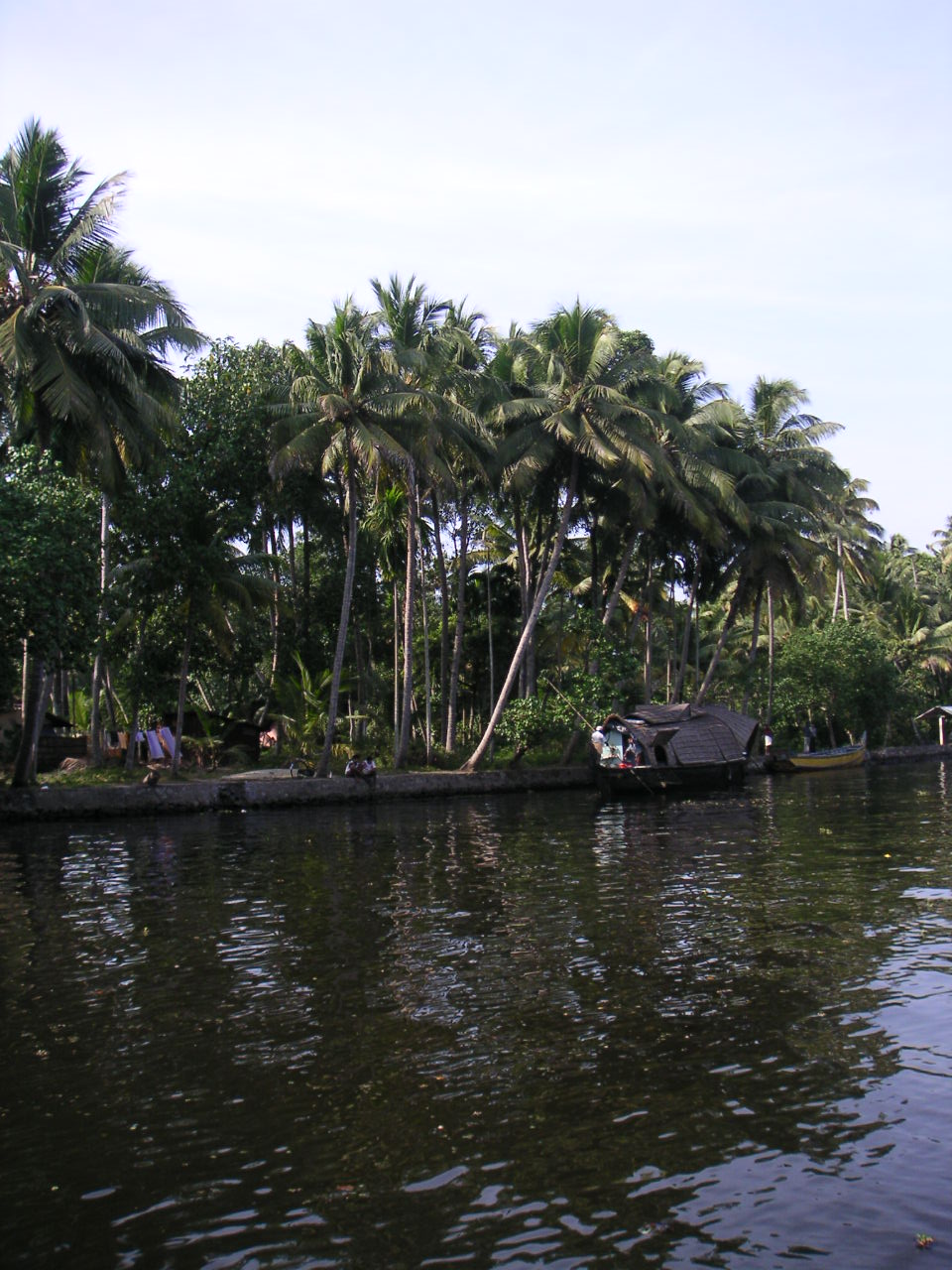
kanały Kerali
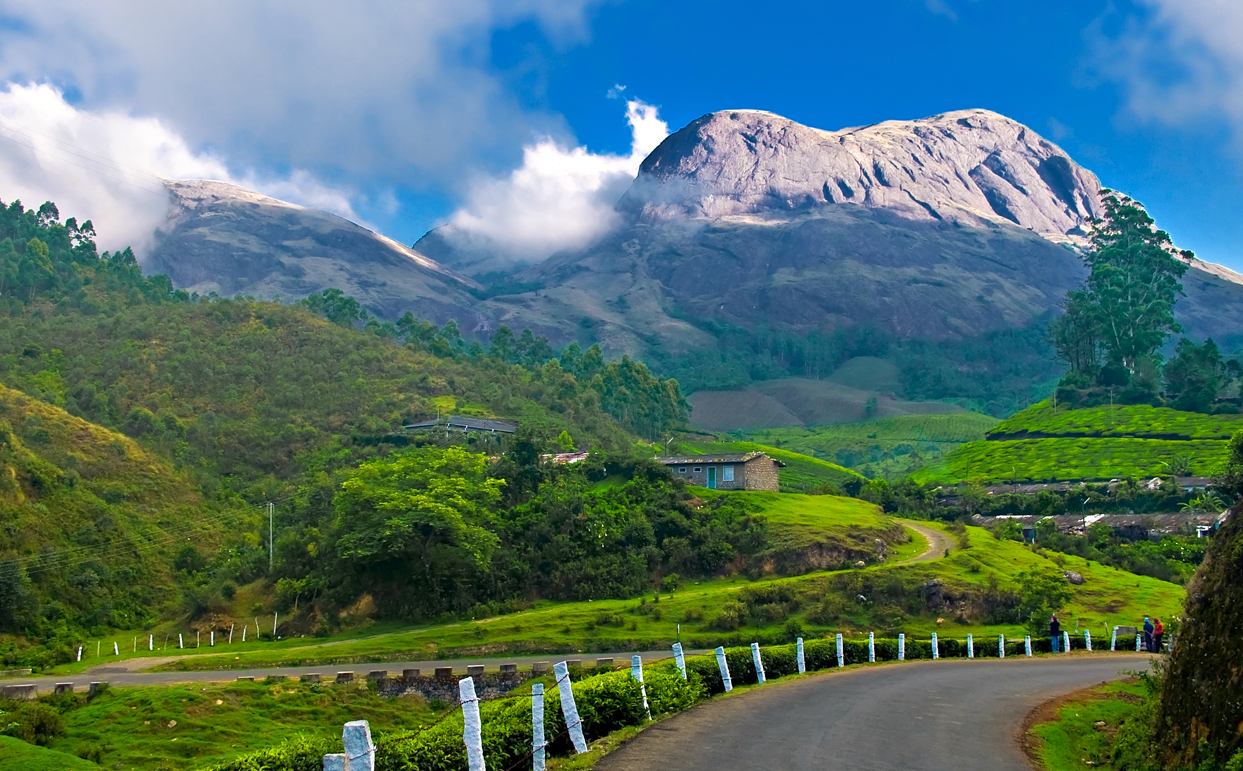
Munnar
lasy mangrowców nad rzeką Valapatanam (Kannur)
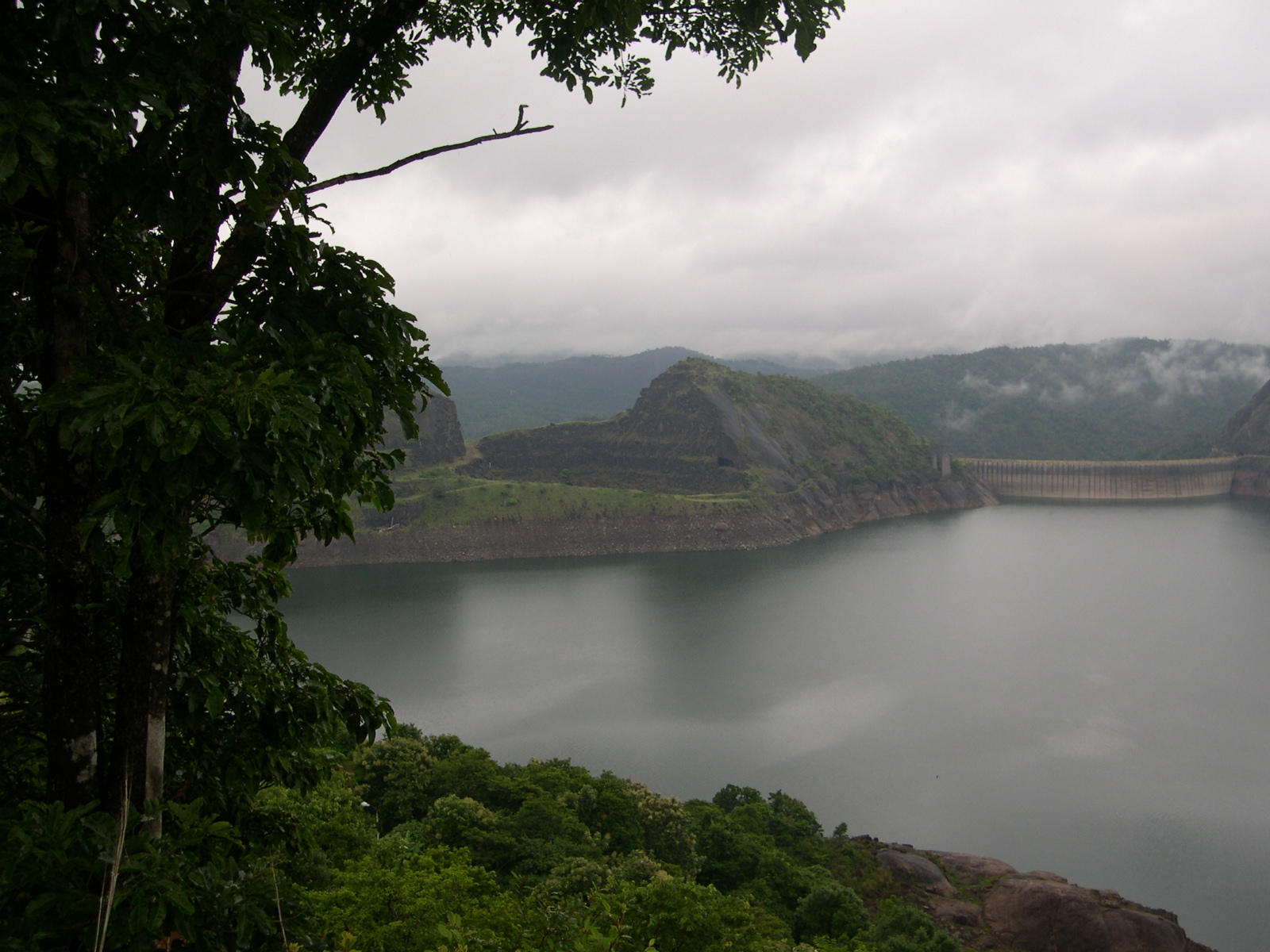
widok od strony tamy Idukki na rzece Periyar
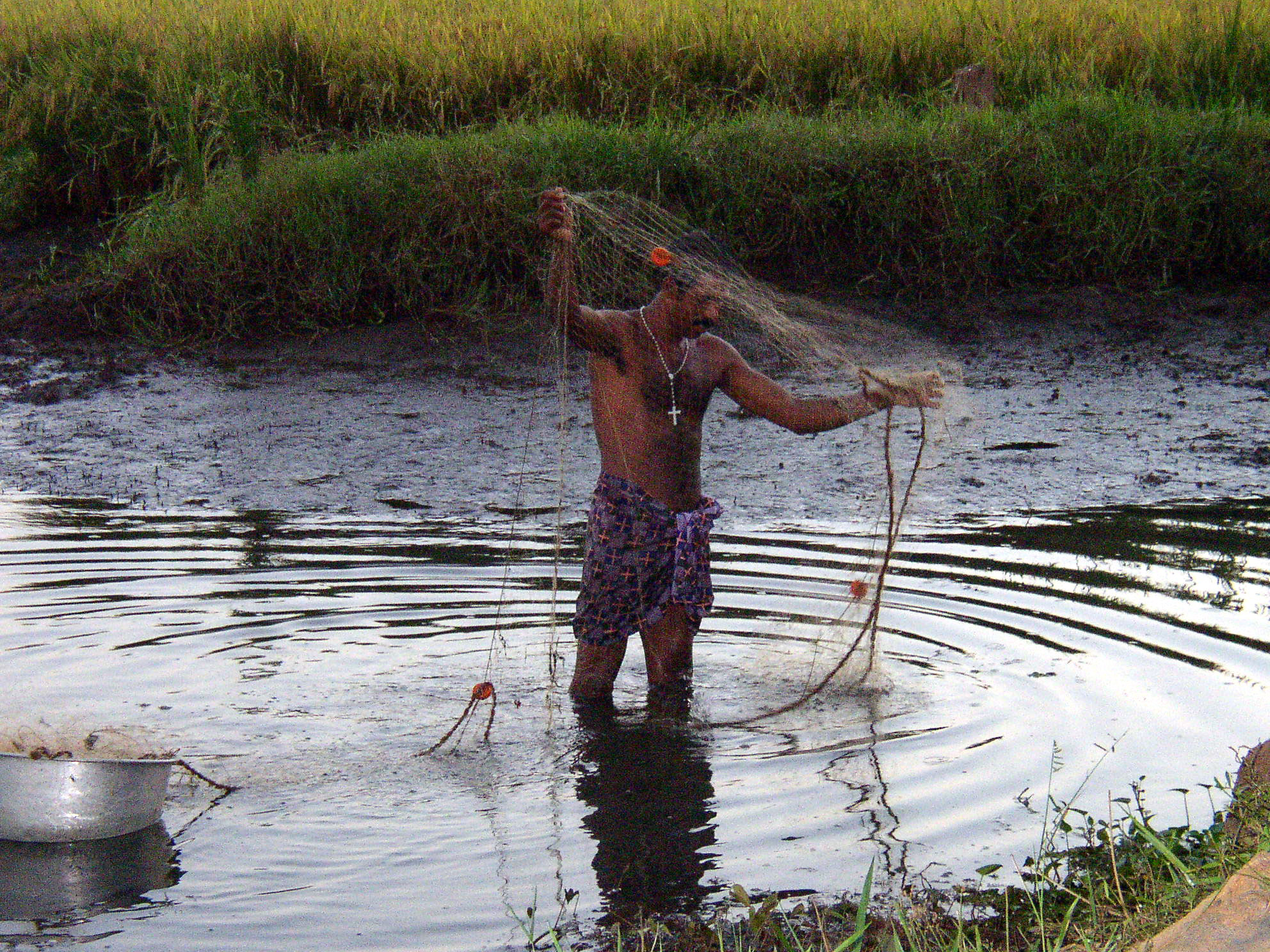
rybak w kanale Kerali
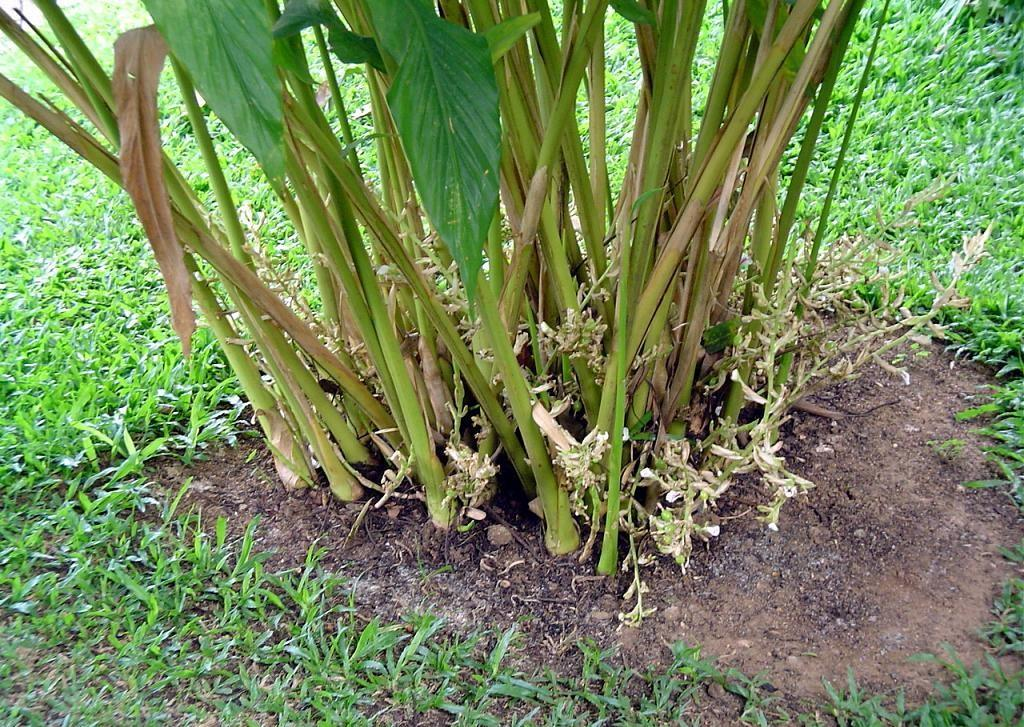
kardamon rośnie na wschodzie Kerali, wzdłuż gór
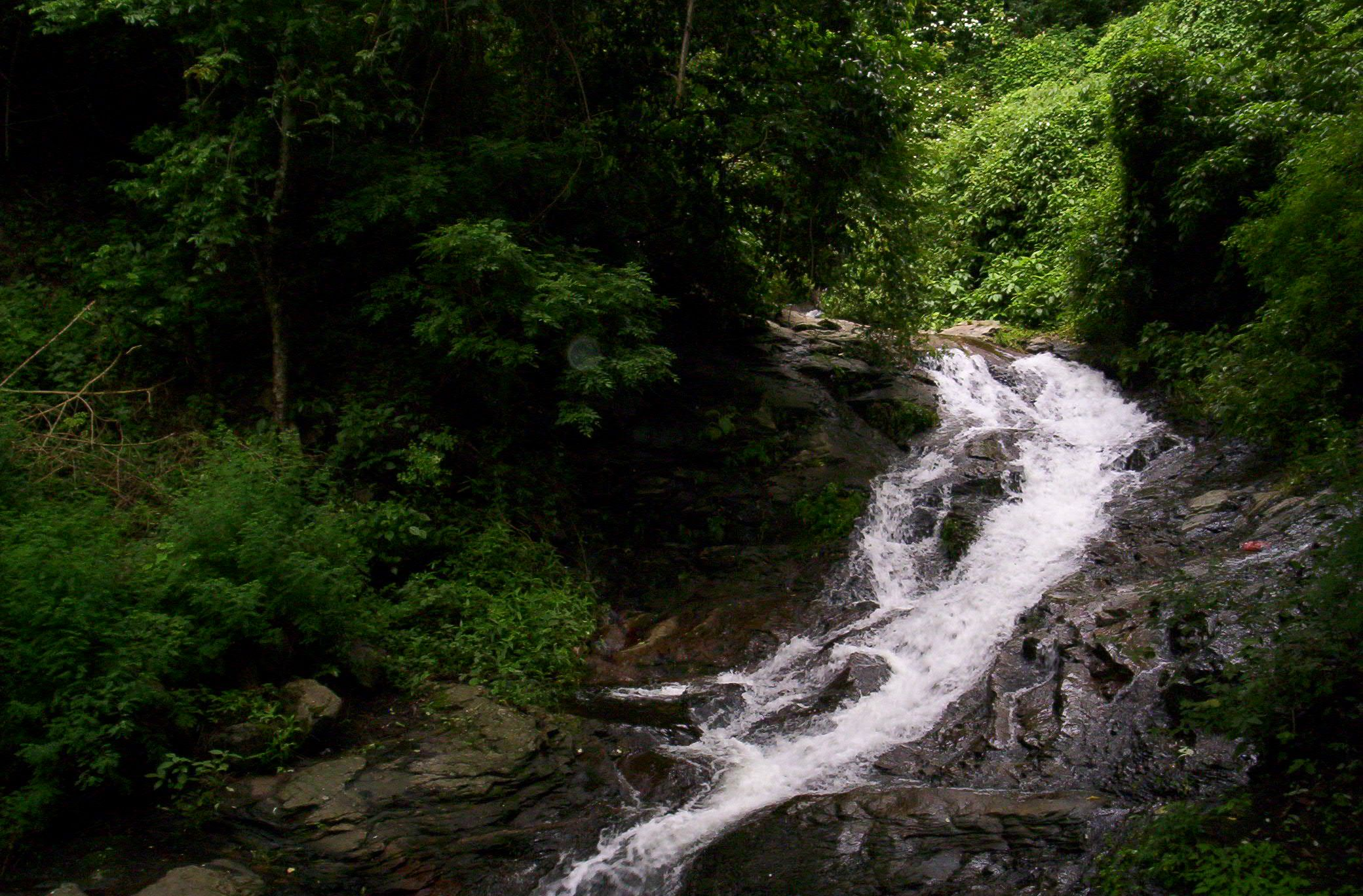
wodospad w Kerali
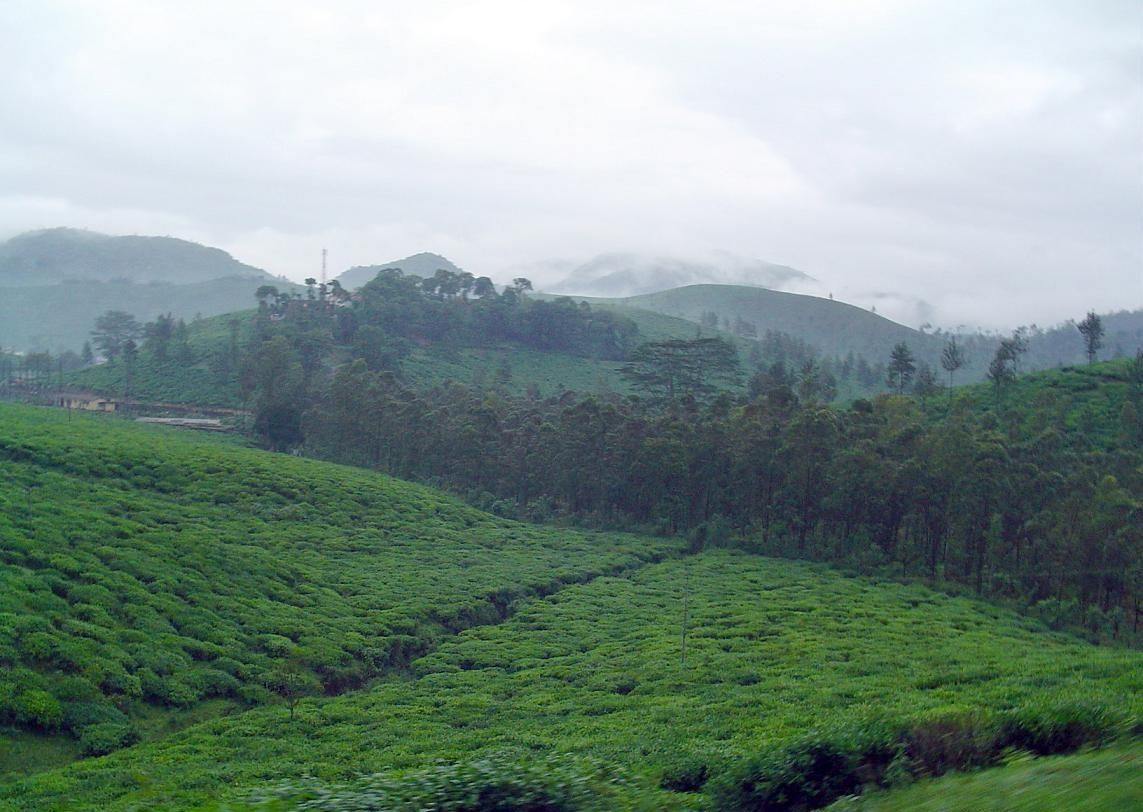
plantacje herbaty w okręgu Kottayam
zbiornik wodny Idukki
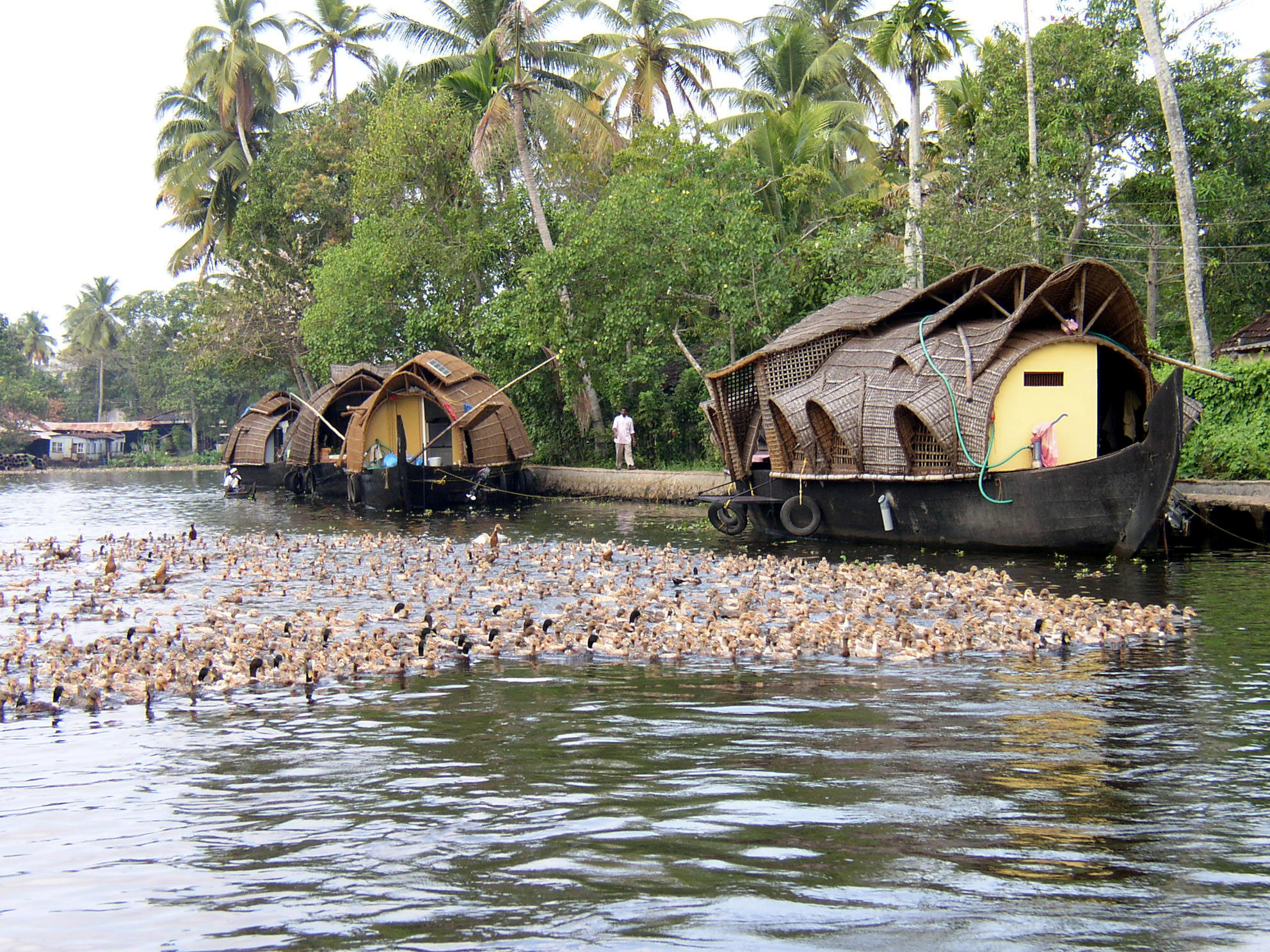
na kanałach Kerali
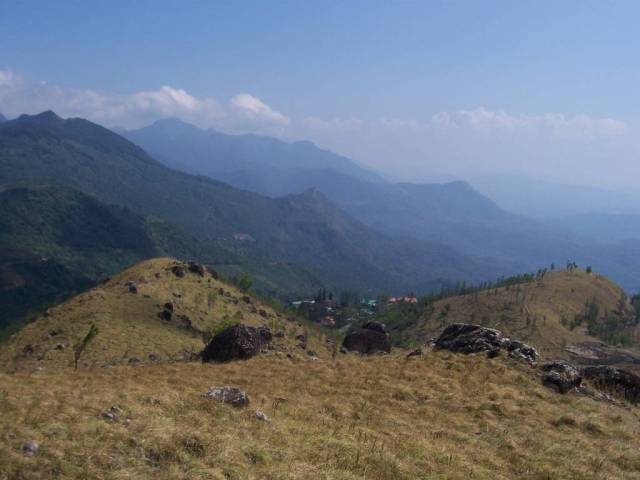
wzgórza Ponmudi koło Thrivanandhapuram
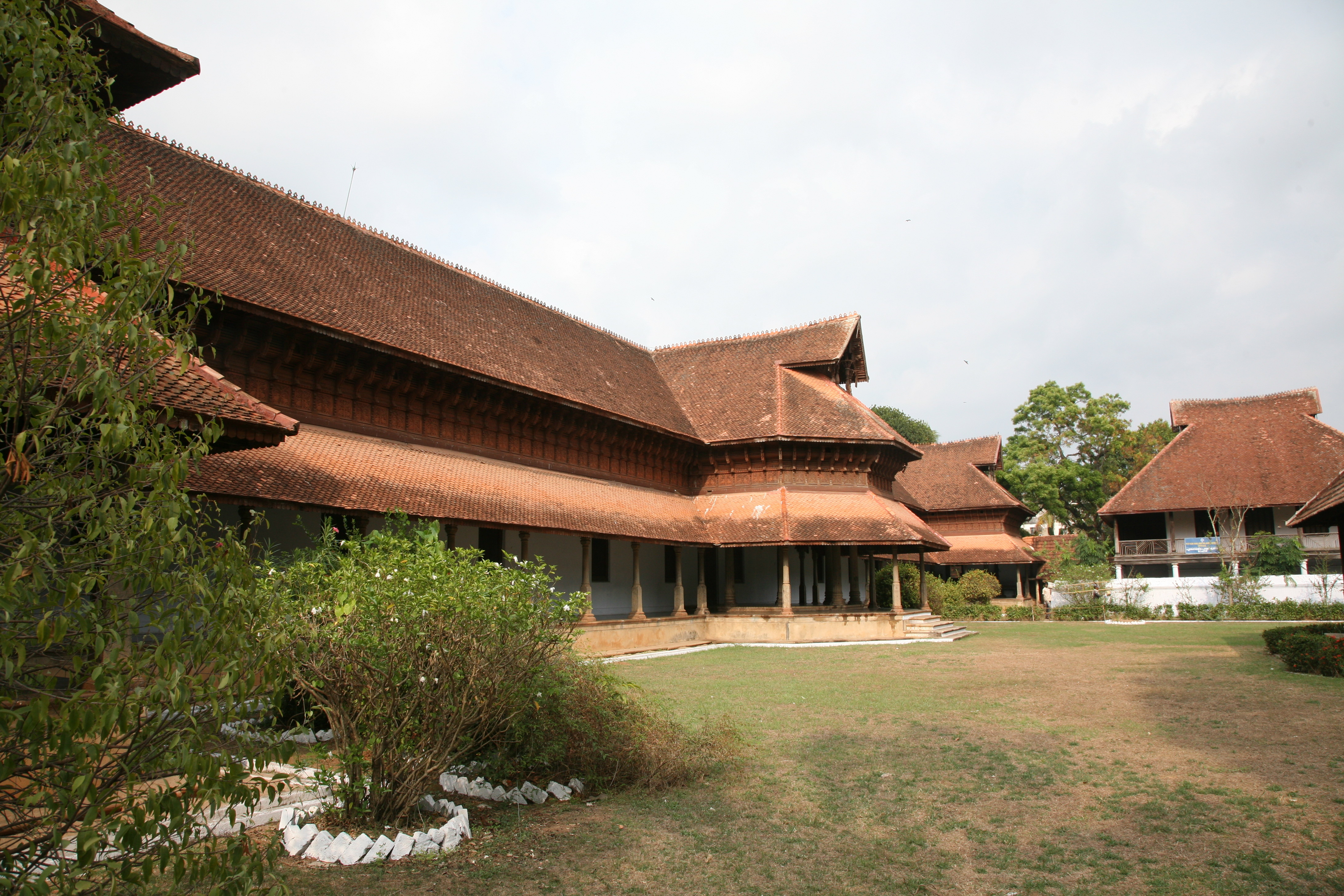
pałac Kuthiramalika
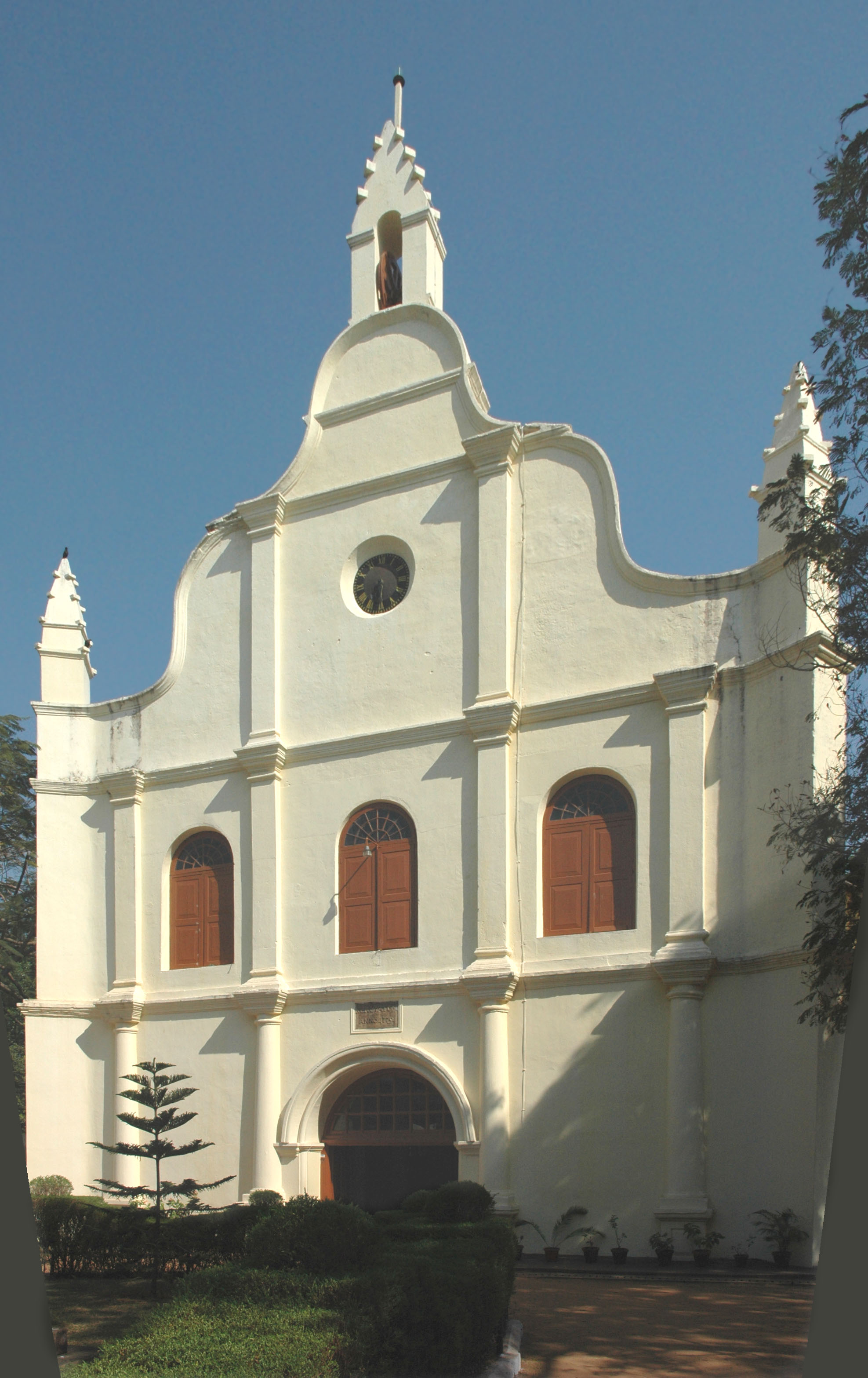
kościół św. Franciszka w Koczinie
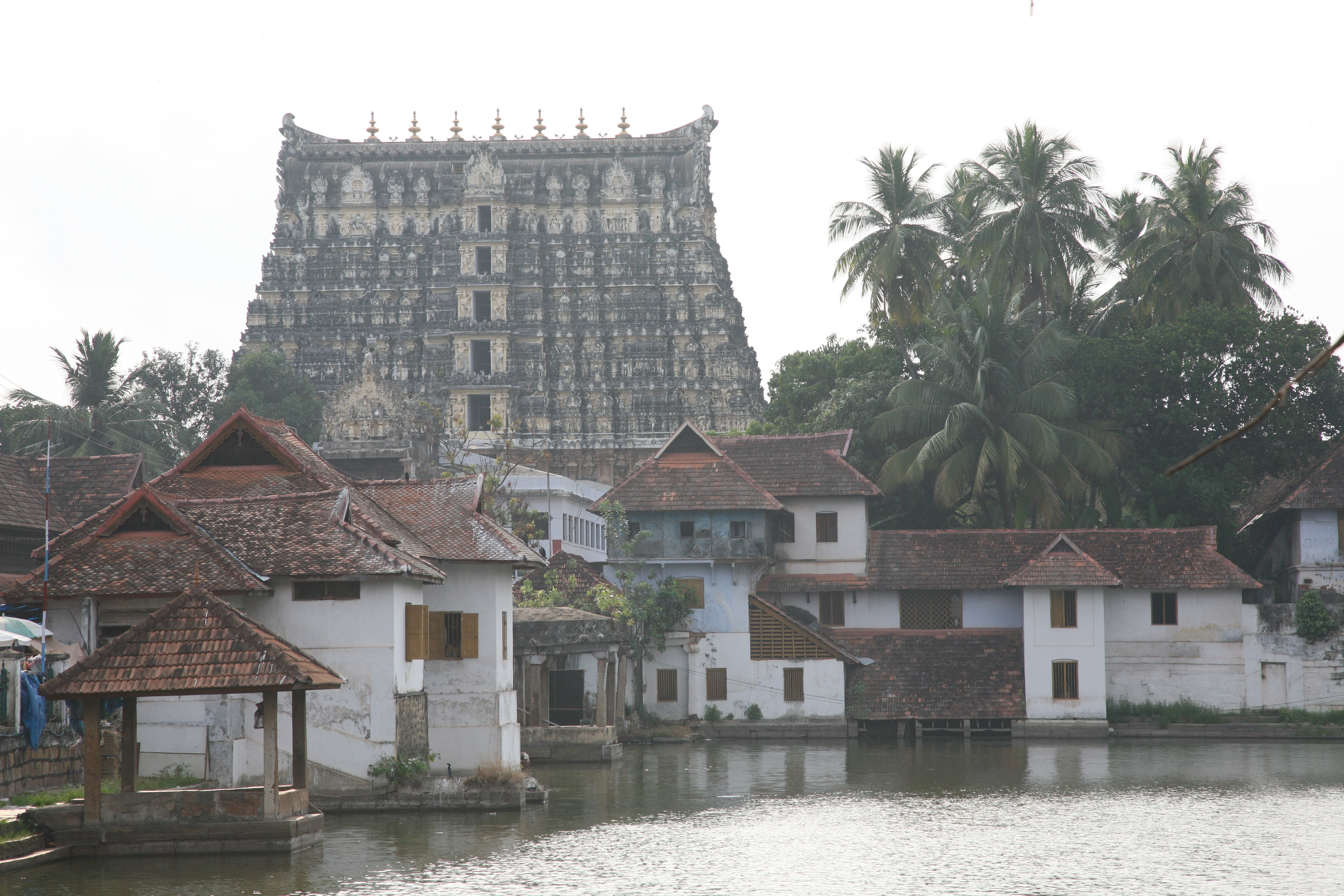
świątynia Padmanabhaswamy
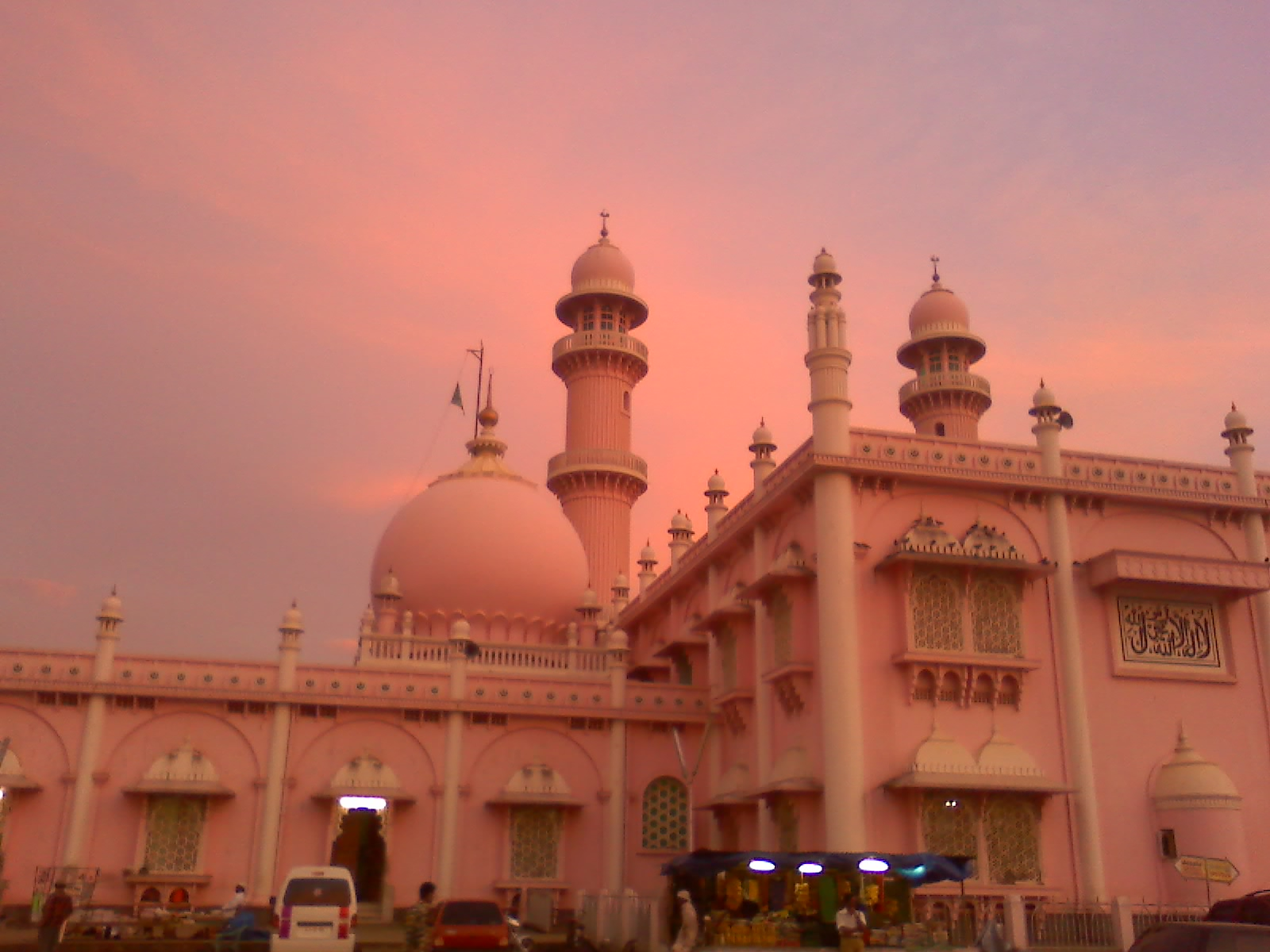
meczet Trivandrum-beemapalli
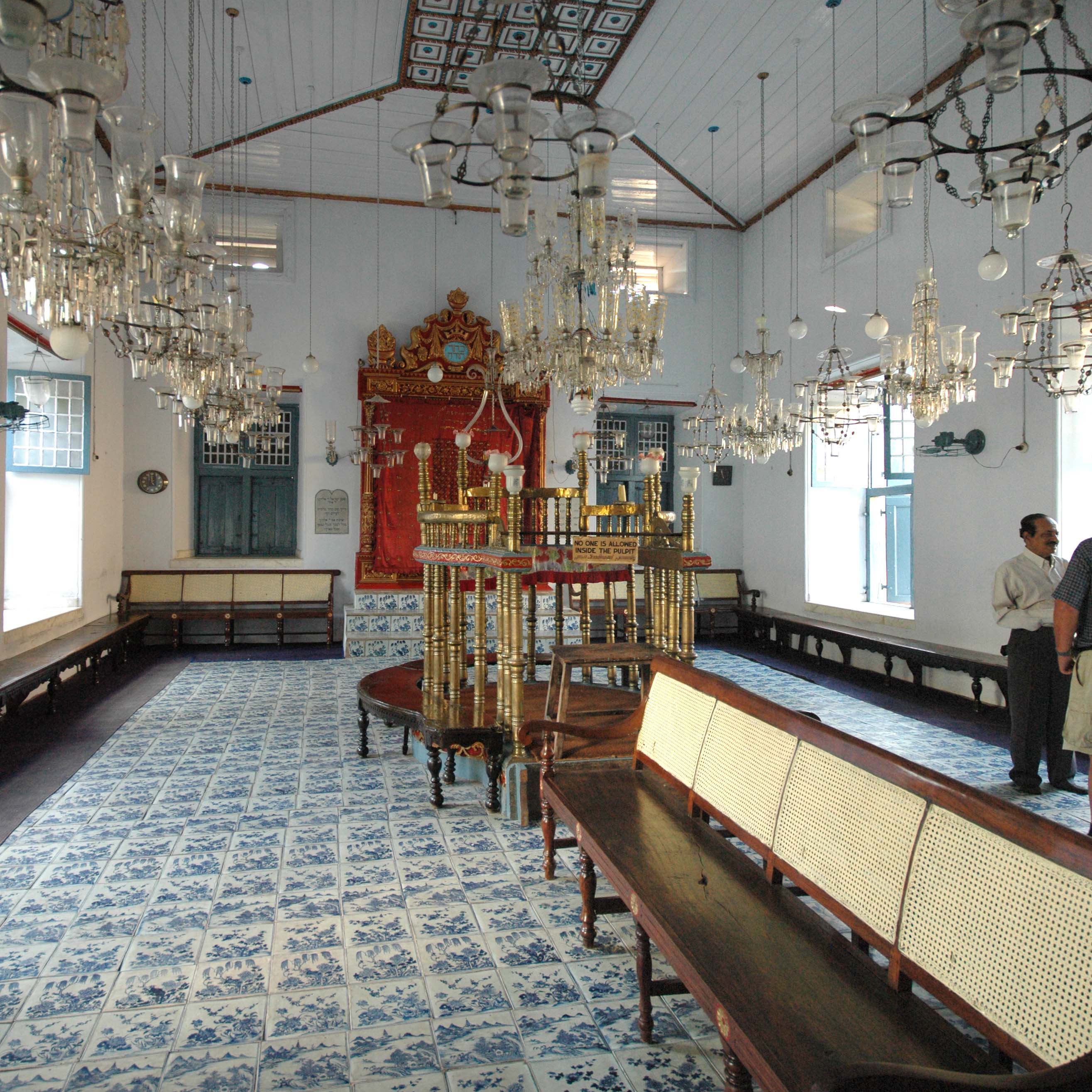
żydowska synagoga Pardesi w Koczinie
Kozhikode (Calicute)
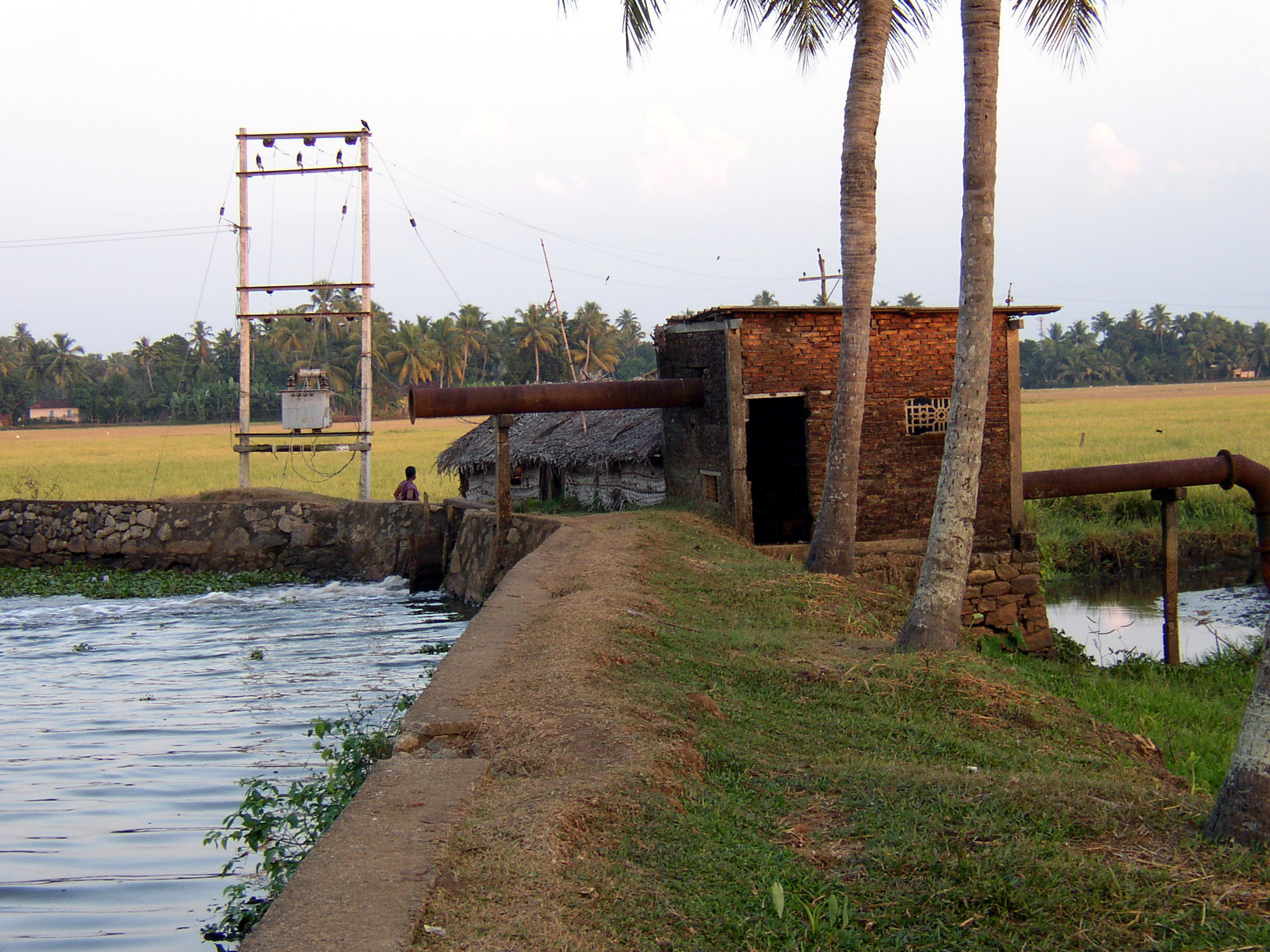
stacja pomp na kanałach Kerali
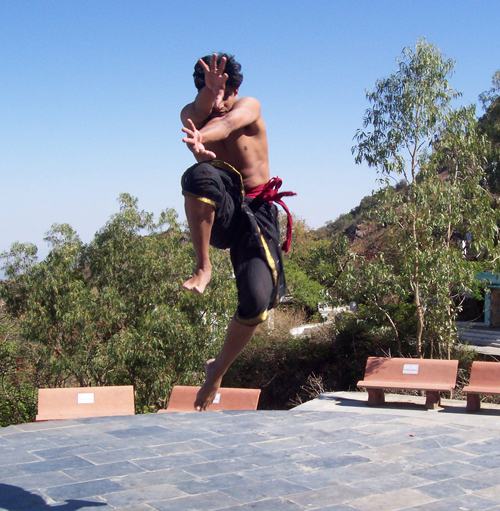
keralska sztuka walki kalarippayattu
Komunistyczna Partia Indii, Thiruvananthapuram